# Lista de asteroides (19001-20000)
Esta é uma lista parcial de asteroides, do asteroide número 19001 até o 20000, inclusive. Veja também o índice com todas as listas disponíveis.

| Objeto Próximos à Terra | Cinturão de asteroides (interno) | Cinturão de asteroides (externo) | Centauro       |
| Cruzador de Marte       | Cinturão de asteroides (meio)    | Troianos de Júpiter              | Transnetuniano |

Veja mais dados de cada asteroide na ligação externa para o Minor Planet Center na última coluna.
Índice: 19001... 19101... 19201... 19301... 19401... 19501... 19601... 19701... 19801... 19901... 

## 19001–19100
| Designação         | Designação | Descoberta  | Descoberta          | Descobridor(es)        | Categoria | Mais informações / Referência |
| Permanente         | Provisória | Data        | Local               | Descobridor(es)        | Categoria | Mais informações / Referência |
| ------------------ | ---------- | ----------- | ------------------- | ---------------------- | --------- | ----------------------------- |
| 19001              | 2000 RV60  | 6 set 2000  | Socorro             | LINEAR                 | —         | MPC                           |
| 19002 Tongkexue    | 2000 RD61  | 1 set 2000  | Socorro             | LINEAR                 | —         | MPC                           |
| 19003 Erinfrey     | 2000 RL61  | 1 set 2000  | Socorro             | LINEAR                 | —         | MPC                           |
| 19004 Chirayath    | 2000 RU62  | 2 set 2000  | Socorro             | LINEAR                 | —         | MPC                           |
| 19005 Teckman      | 2000 RY64  | 1 set 2000  | Socorro             | LINEAR                 | —         | MPC                           |
| 19006              | 2000 RY65  | 1 set 2000  | Socorro             | LINEAR                 | —         | MPC                           |
| 19007 Nirajnathan  | 2000 RD68  | 2 set 2000  | Socorro             | LINEAR                 | —         | MPC                           |
| 19008 Kristibutler | 2000 RV70  | 2 set 2000  | Socorro             | LINEAR                 | —         | MPC                           |
| 19009 Galenmaly    | 2000 RF72  | 2 set 2000  | Socorro             | LINEAR                 | —         | MPC                           |
| 19010              | 2000 RT72  | 2 set 2000  | Socorro             | LINEAR                 | —         | MPC                           |
| 19011              | 2000 RU75  | 3 set 2000  | Socorro             | LINEAR                 | —         | MPC                           |
| 19012              | 2000 RZ75  | 3 set 2000  | Socorro             | LINEAR                 | Phocaea   | MPC                           |
| 19013              | 2000 RN76  | 4 set 2000  | Socorro             | LINEAR                 | —         | MPC                           |
| 19014              | 2000 RW77  | 9 set 2000  | Višnjan Observatory | K. Korlević            | —         | MPC                           |
| 19015              | 2000 RX77  | 9 set 2000  | Višnjan Observatory | K. Korlević            | —         | MPC                           |
| 19016              | 2000 RY78  | 11 set 2000 | Črni Vrh            | Črni Vrh               | —         | MPC                           |
| 19017 Susanlederer | 2000 RH93  | 4 set 2000  | Anderson Mesa       | LONEOS                 | —         | MPC                           |
| 19018              | 2000 RL100 | 5 set 2000  | Anderson Mesa       | LONEOS                 | —         | MPC                           |
| 19019 Sunflower    | 2000 SB    | 17 set 2000 | Olathe              | L. Robinson            | —         | MPC                           |
| 19020              | 2000 SC6   | 20 set 2000 | Socorro             | LINEAR                 | —         | MPC                           |
| 19021              | 2000 SC8   | 20 set 2000 | Socorro             | LINEAR                 | —         | MPC                           |
| 19022 Penzel       | 2000 SR44  | 26 set 2000 | Drebach             | G. Lehmann             | —         | MPC                           |
| 19023 Varela       | 2000 SH111 | 24 set 2000 | Socorro             | LINEAR                 | —         | MPC                           |
| 19024              | 2000 SS112 | 24 set 2000 | Socorro             | LINEAR                 | —         | MPC                           |
| 19025 Arthurpetron | 2000 SC117 | 24 set 2000 | Socorro             | LINEAR                 | —         | MPC                           |
| 19026              | 2000 SR145 | 24 set 2000 | Socorro             | LINEAR                 | —         | MPC                           |
| 19027              | 2000 SZ149 | 24 set 2000 | Socorro             | LINEAR                 | Brangane  | MPC                           |
| 19028              | 2000 SC165 | 23 set 2000 | Socorro             | LINEAR                 | —         | MPC                           |
| 19029 Briede       | 2000 SR205 | 24 set 2000 | Socorro             | LINEAR                 | —         | MPC                           |
| 19030              | 2000 SJ276 | 30 set 2000 | Socorro             | LINEAR                 | —         | MPC                           |
| 19031              | 2000 SU295 | 27 set 2000 | Socorro             | LINEAR                 | —         | MPC                           |
| 19032              | 2053 P-L   | 24 set 1960 | Palomar             | PLS                    | Eos       | MPC                           |
| 19033              | 2157 P-L   | 24 set 1960 | Palomar             | PLS                    | —         | MPC                           |
| 19034 Santorini    | 2554 P-L   | 24 set 1960 | Palomar             | PLS                    | Pallas    | MPC                           |
| 19035              | 4634 P-L   | 24 set 1960 | Palomar             | PLS                    | —         | MPC                           |
| 19036              | 4642 P-L   | 24 set 1960 | Palomar             | PLS                    | —         | MPC                           |
| 19037              | 4663 P-L   | 24 set 1960 | Palomar             | PLS                    | —         | MPC                           |
| 19038              | 4764 P-L   | 24 set 1960 | Palomar             | PLS                    | —         | MPC                           |
| 19039              | 4844 P-L   | 24 set 1960 | Palomar             | PLS                    | —         | MPC                           |
| 19040              | 4875 P-L   | 26 set 1960 | Palomar             | PLS                    | —         | MPC                           |
| 19041              | 6055 P-L   | 24 set 1960 | Palomar             | PLS                    | —         | MPC                           |
| 19042              | 6104 P-L   | 24 set 1960 | Palomar             | PLS                    | —         | MPC                           |
| 19043              | 6214 P-L   | 24 set 1960 | Palomar             | PLS                    | —         | MPC                           |
| 19044              | 6516 P-L   | 24 set 1960 | Palomar             | PLS                    | —         | MPC                           |
| 19045              | 6593 P-L   | 24 set 1960 | Palomar             | PLS                    | —         | MPC                           |
| 19046              | 7607 P-L   | 17 out 1960 | Palomar             | PLS                    | —         | MPC                           |
| 19047              | 9516 P-L   | 22 out 1960 | Palomar             | PLS                    | —         | MPC                           |
| 19048              | 9567 P-L   | 17 out 1960 | Palomar             | PLS                    | —         | MPC                           |
| 19049              | 1105 T-1   | 25 mar 1971 | Palomar             | PLS                    | —         | MPC                           |
| 19050              | 1162 T-1   | 25 mar 1971 | Palomar             | PLS                    | —         | MPC                           |
| 19051              | 3210 T-1   | 26 mar 1971 | Palomar             | PLS                    | —         | MPC                           |
| 19052              | 1017 T-2   | 29 set 1973 | Palomar             | PLS                    | —         | MPC                           |
| 19053              | 1054 T-2   | 29 set 1973 | Palomar             | PLS                    | —         | MPC                           |
| 19054              | 1058 T-2   | 29 set 1973 | Palomar             | PLS                    | —         | MPC                           |
| 19055              | 1066 T-2   | 29 set 1973 | Palomar             | PLS                    | —         | MPC                           |
| 19056              | 1162 T-2   | 29 set 1973 | Palomar             | PLS                    | —         | MPC                           |
| 19057              | 1166 T-2   | 29 set 1973 | Palomar             | PLS                    | —         | MPC                           |
| 19058              | 1331 T-2   | 29 set 1973 | Palomar             | PLS                    | —         | MPC                           |
| 19059              | 1352 T-2   | 29 set 1973 | Palomar             | PLS                    | Mitidika  | MPC                           |
| 19060              | 2176 T-2   | 29 set 1973 | Palomar             | PLS                    | —         | MPC                           |
| 19061              | 2261 T-2   | 29 set 1973 | Palomar             | PLS                    | —         | MPC                           |
| 19062              | 2289 T-2   | 29 set 1973 | Palomar             | PLS                    | Brangane  | MPC                           |
| 19063              | 3147 T-2   | 30 set 1973 | Palomar             | PLS                    | —         | MPC                           |
| 19064              | 3176 T-2   | 30 set 1973 | Palomar             | PLS                    | —         | MPC                           |
| 19065              | 3351 T-2   | 25 set 1973 | Palomar             | PLS                    | —         | MPC                           |
| 19066 Ellarie      | 4068 T-2   | 29 set 1973 | Palomar             | PLS                    | —         | MPC                           |
| 19067              | 4087 T-2   | 29 set 1973 | Palomar             | PLS                    | —         | MPC                           |
| 19068              | 4232 T-2   | 29 set 1973 | Palomar             | PLS                    | —         | MPC                           |
| 19069              | 5149 T-2   | 25 set 1973 | Palomar             | PLS                    | —         | MPC                           |
| 19070              | 5491 T-2   | 30 set 1973 | Palomar             | PLS                    | —         | MPC                           |
| 19071              | 1047 T-3   | 17 out 1977 | Palomar             | PLS                    | —         | MPC                           |
| 19072              | 1222 T-3   | 17 out 1977 | Palomar             | PLS                    | —         | MPC                           |
| 19073              | 3157 T-3   | 16 out 1977 | Palomar             | PLS                    | —         | MPC                           |
| 19074              | 4236 T-3   | 16 out 1977 | Palomar             | PLS                    | Ursula    | MPC                           |
| 19075              | 4288 T-3   | 16 out 1977 | Palomar             | PLS                    | —         | MPC                           |
| 19076              | 5002 T-3   | 16 out 1977 | Palomar             | PLS                    | —         | MPC                           |
| 19077              | 5123 T-3   | 16 out 1977 | Palomar             | PLS                    | —         | MPC                           |
| 19078              | 5187 T-3   | 16 out 1977 | Palomar             | PLS                    | —         | MPC                           |
| 19079 Hernández    | 1967 KC    | 31 mai 1967 | El Leoncito         | Félix Aguilar Obs.     | —         | MPC                           |
| 19080 Martínfierro | 1970 JB    | 10 mai 1970 | El Leoncito         | Félix Aguilar Obs.     | —         | MPC                           |
| 19081 Mravinskij   | 1973 SX2   | 22 set 1973 | Nauchnij            | N. S. Chernykh         | —         | MPC                           |
| 19082 Vikchernov   | 1976 QS    | 26 ago 1976 | Nauchnij            | N. S. Chernykh         | —         | MPC                           |
| 19083 Mizuki       | 1977 DA4   | 18 fev 1977 | Kiso                | H. Kosai, K. Furukawa  | —         | MPC                           |
| 19084 Eilestam     | 1978 RQ9   | 2 set 1978  | La Silla            | C.-I. Lagerkvist       | —         | MPC                           |
| 19085              | 1978 UR4   | 27 out 1978 | Palomar             | C. M. Olmstead         | —         | MPC                           |
| 19086              | 1978 VB3   | 7 nov 1978  | Palomar             | E. F. Helin, S. J. Bus | —         | MPC                           |
| 19087              | 1978 VT4   | 7 nov 1978  | Palomar             | E. F. Helin, S. J. Bus | —         | MPC                           |
| 19088              | 1978 VW4   | 7 nov 1978  | Palomar             | E. F. Helin, S. J. Bus | Mitidika  | MPC                           |
| 19089              | 1978 VZ6   | 7 nov 1978  | Palomar             | E. F. Helin, S. J. Bus | —         | MPC                           |
| 19090              | 1978 VM9   | 7 nov 1978  | Palomar             | E. F. Helin, S. J. Bus | —         | MPC                           |
| 19091              | 1978 XX    | 6 dez 1978  | Palomar             | E. Bowell, A. Warnock  | Phocaea   | MPC                           |
| 19092              | 1979 MF2   | 25 jun 1979 | Siding Spring       | E. F. Helin, S. J. Bus | —         | MPC                           |
| 19093              | 1979 MM3   | 25 jun 1979 | Siding Spring       | E. F. Helin, S. J. Bus | Chimaera  | MPC                           |
| 19094              | 1979 MR6   | 25 jun 1979 | Siding Spring       | E. F. Helin, S. J. Bus | —         | MPC                           |
| 19095              | 1979 MA8   | 25 jun 1979 | Siding Spring       | E. F. Helin, S. J. Bus | —         | MPC                           |
| 19096 Leonfridman  | 1979 TY1   | 14 out 1979 | Nauchnij            | N. S. Chernykh         | —         | MPC                           |
| 19097              | 1981 EY2   | 2 mar 1981  | Siding Spring       | S. J. Bus              | Brangane  | MPC                           |
| 19098              | 1981 EM3   | 2 mar 1981  | Siding Spring       | S. J. Bus              | —         | MPC                           |
| 19099              | 1981 EC4   | 2 mar 1981  | Siding Spring       | S. J. Bus              | —         | MPC                           |
| 19100              | 1981 EH5   | 2 mar 1981  | Siding Spring       | S. J. Bus              | —         | MPC                           |

## 19101–19200
| Designação           | Designação | Descoberta  | Descoberta             | Descobridor(es)                  | Categoria | Mais informações / Referência |
| Permanente           | Provisória | Data        | Local                  | Descobridor(es)                  | Categoria | Mais informações / Referência |
| -------------------- | ---------- | ----------- | ---------------------- | -------------------------------- | --------- | ----------------------------- |
| 19101                | 1981 EV6   | 6 mar 1981  | Siding Spring          | S. J. Bus                        | Brangane  | MPC                           |
| 19102                | 1981 EH8   | 1 mar 1981  | Siding Spring          | S. J. Bus                        | —         | MPC                           |
| 19103                | 1981 ER11  | 7 mar 1981  | Siding Spring          | S. J. Bus                        | —         | MPC                           |
| 19104                | 1981 EY13  | 1 mar 1981  | Siding Spring          | S. J. Bus                        | —         | MPC                           |
| 19105                | 1981 EB15  | 1 mar 1981  | Siding Spring          | S. J. Bus                        | —         | MPC                           |
| 19106                | 1981 EV15  | 1 mar 1981  | Siding Spring          | S. J. Bus                        | —         | MPC                           |
| 19107                | 1981 EU19  | 2 mar 1981  | Siding Spring          | S. J. Bus                        | —         | MPC                           |
| 19108                | 1981 EV21  | 2 mar 1981  | Siding Spring          | S. J. Bus                        | —         | MPC                           |
| 19109                | 1981 EZ23  | 7 mar 1981  | Siding Spring          | S. J. Bus                        | —         | MPC                           |
| 19110                | 1981 EF29  | 1 mar 1981  | Siding Spring          | S. J. Bus                        | Ursula    | MPC                           |
| 19111                | 1981 EM29  | 1 mar 1981  | Siding Spring          | S. J. Bus                        | —         | MPC                           |
| 19112                | 1981 EN31  | 2 mar 1981  | Siding Spring          | S. J. Bus                        | —         | MPC                           |
| 19113                | 1981 EB33  | 1 mar 1981  | Siding Spring          | S. J. Bus                        | —         | MPC                           |
| 19114                | 1981 EP37  | 1 mar 1981  | Siding Spring          | S. J. Bus                        | —         | MPC                           |
| 19115                | 1981 EM39  | 2 mar 1981  | Siding Spring          | S. J. Bus                        | —         | MPC                           |
| 19116                | 1981 EZ40  | 2 mar 1981  | Siding Spring          | S. J. Bus                        | —         | MPC                           |
| 19117                | 1981 EL41  | 2 mar 1981  | Siding Spring          | S. J. Bus                        | —         | MPC                           |
| 19118                | 1981 SD2   | 26 set 1981 | Anderson Mesa          | N. G. Thomas                     | —         | MPC                           |
| 19119 Dimpna         | 1981 SG3   | 27 set 1981 | Nauchnij               | L. G. Karachkina                 | —         | MPC                           |
| 19120 Doronina       | 1983 PM1   | 6 ago 1983  | Nauchnij               | L. G. Karachkina                 | —         | MPC                           |
| 19121                | 1985 CY1   | 12 fev 1985 | La Silla               | H. Debehogne                     | —         | MPC                           |
| 19122 Amandabosh     | 1985 VF1   | 7 nov 1985  | Anderson Mesa          | E. Bowell                        | —         | MPC                           |
| 19123 Stephenlevine  | 1986 TP1   | 7 out 1986  | Anderson Mesa          | E. Bowell                        | —         | MPC                           |
| 19124                | 1986 TH3   | 4 out 1986  | Kleť                   | A. Mrkos                         | —         | MPC                           |
| 19125                | 1987 CH    | 2 fev 1987  | La Silla               | E. W. Elst                       | —         | MPC                           |
| 19126 Ottohahn       | 1987 QW    | 22 ago 1987 | Tautenburg Observatory | F. Börngen                       | —         | MPC                           |
| 19127 Olegefremov    | 1987 QH10  | 26 ago 1987 | Nauchnij               | L. G. Karachkina                 | —         | MPC                           |
| 19128                | 1987 YR1   | 17 dez 1987 | La Silla               | E. W. Elst, G. Pizarro           | —         | MPC                           |
| 19129 Loos           | 1988 AL1   | 10 jan 1988 | Kleť                   | A. Mrkos                         | —         | MPC                           |
| 19130 Tytgat         | 1988 CG2   | 11 fev 1988 | La Silla               | E. W. Elst                       | —         | MPC                           |
| 19131                | 1988 CY3   | 13 fev 1988 | La Silla               | E. W. Elst                       | —         | MPC                           |
| 19132 Le Clézio      | 1988 CL4   | 13 fev 1988 | La Silla               | E. W. Elst                       | —         | MPC                           |
| 19133                | 1988 PC2   | 7 ago 1988  | Kleť                   | Z. Vávrová                       | —         | MPC                           |
| 19134                | 1988 TQ1   | 15 out 1988 | Gekko                  | Y. Oshima                        | —         | MPC                           |
| 19135 Takashionaka   | 1988 XQ    | 3 dez 1988  | Kitami                 | K. Endate, K. Watanabe           | —         | MPC                           |
| 19136 Strassmann     | 1989 AZ6   | 10 jan 1989 | Tautenburg Observatory | F. Börngen                       | —         | MPC                           |
| 19137 Copiapó        | 1989 CP2   | 4 fev 1989  | La Silla               | E. W. Elst                       | —         | MPC                           |
| 19138                | 1989 EJ1   | 10 mar 1989 | Toyota                 | K. Suzuki, T. Furuta             | —         | MPC                           |
| 19139 Apian          | 1989 GJ8   | 6 abr 1989  | Tautenburg Observatory | F. Börngen                       | —         | MPC                           |
| 19140 Jansmit        | 1989 RJ2   | 2 set 1989  | Palomar                | C. S. Shoemaker, E. M. Shoemaker | —         | MPC                           |
| 19141 Poelkapelle    | 1989 SB4   | 26 set 1989 | La Silla               | E. W. Elst                       | —         | MPC                           |
| 19142 Langemarck     | 1989 SU4   | 26 set 1989 | La Silla               | E. W. Elst                       | —         | MPC                           |
| 19143                | 1989 SA10  | 26 set 1989 | La Silla               | H. Debehogne                     | —         | MPC                           |
| 19144                | 1989 UP1   | 28 out 1989 | Kani                   | Y. Mizuno, T. Furuta             | —         | MPC                           |
| 19145                | 1989 YC    | 25 dez 1989 | Chions                 | J. M. Baur                       | —         | MPC                           |
| 19146                | 1989 YY    | 30 dez 1989 | Siding Spring          | R. H. McNaught                   | —         | MPC                           |
| 19147                | 1989 YV4   | 30 dez 1989 | Siding Spring          | R. H. McNaught                   | Mitidika  | MPC                           |
| 19148 Alaska         | 1989 YA5   | 28 dez 1989 | Haute Provence         | E. W. Elst                       | —         | MPC                           |
| 19149 Boccaccio      | 1990 EZ2   | 2 mar 1990  | La Silla               | E. W. Elst                       | —         | MPC                           |
| 19150                | 1990 HY    | 26 abr 1990 | Palomar                | E. F. Helin                      | —         | MPC                           |
| 19151                | 1990 KD1   | 20 mai 1990 | Siding Spring          | R. H. McNaught                   | —         | MPC                           |
| 19152                | 1990 OB5   | 27 jul 1990 | Palomar                | H. E. Holt                       | Phocaea   | MPC                           |
| 19153                | 1990 QB3   | 28 ago 1990 | Palomar                | H. E. Holt                       | —         | MPC                           |
| 19154                | 1990 QX4   | 24 ago 1990 | Palomar                | H. E. Holt                       | —         | MPC                           |
| 19155 Lifeson        | 1990 SX3   | 22 set 1990 | Palomar                | B. Roman                         | Phocaea   | MPC                           |
| 19156 Heco           | 1990 SE4   | 20 set 1990 | Geisei                 | T. Seki                          | —         | MPC                           |
| 19157                | 1990 SS6   | 22 set 1990 | La Silla               | E. W. Elst                       | —         | MPC                           |
| 19158                | 1990 SN7   | 22 set 1990 | La Silla               | E. W. Elst                       | —         | MPC                           |
| 19159 Taenakano      | 1990 TT    | 10 out 1990 | Kitami                 | K. Endate, K. Watanabe           | —         | MPC                           |
| 19160 Chikayoshitomi | 1990 TC1   | 15 out 1990 | Kitami                 | K. Endate, K. Watanabe           | —         | MPC                           |
| 19161 Sakawa         | 1990 TQ1   | 15 out 1990 | Geisei                 | T. Seki                          | —         | MPC                           |
| 19162 Wambsganss     | 1990 TZ1   | 10 out 1990 | Tautenburg Observatory | L. D. Schmadel, F. Börngen       | —         | MPC                           |
| 19163                | 1990 WE5   | 16 nov 1990 | La Silla               | E. W. Elst                       | —         | MPC                           |
| 19164                | 1991 AU1   | 12 jan 1991 | Palomar                | E. F. Helin                      | —         | MPC                           |
| 19165 Nariyuki       | 1991 CD    | 4 fev 1991  | Kitami                 | K. Endate, K. Watanabe           | —         | MPC                           |
| 19166                | 1991 EY1   | 7 mar 1991  | La Silla               | H. Debehogne                     | —         | MPC                           |
| 19167                | 1991 ED2   | 9 mar 1991  | La Silla               | H. Debehogne                     | —         | MPC                           |
| 19168                | 1991 EO5   | 14 mar 1991 | La Silla               | H. Debehogne                     | Brangane  | MPC                           |
| 19169                | 1991 FD    | 17 mar 1991 | Palomar                | E. F. Helin                      | —         | MPC                           |
| 19170                | 1991 FH    | 18 mar 1991 | Siding Spring          | R. H. McNaught                   | —         | MPC                           |
| 19171                | 1991 FS    | 17 mar 1991 | Fujieda                | H. Shiozawa, M. Kizawa           | —         | MPC                           |
| 19172                | 1991 FC4   | 22 mar 1991 | La Silla               | H. Debehogne                     | —         | MPC                           |
| 19173 Virginiaterése | 1991 GE2   | 15 abr 1991 | Palomar                | C. S. Shoemaker, E. M. Shoemaker | —         | MPC                           |
| 19174                | 1991 NS6   | 11 jul 1991 | La Silla               | H. Debehogne                     | —         | MPC                           |
| 19175 Peterpiot      | 1991 PP2   | 2 ago 1991  | La Silla               | E. W. Elst                       | —         | MPC                           |
| 19176                | 1991 PK3   | 2 ago 1991  | La Silla               | E. W. Elst                       | —         | MPC                           |
| 19177                | 1991 PJ11  | 9 ago 1991  | Palomar                | H. E. Holt                       | —         | MPC                           |
| 19178 Walterbothe    | 1991 RV2   | 9 set 1991  | Tautenburg Observatory | F. Börngen, L. D. Schmadel       | —         | MPC                           |
| 19179                | 1991 RK8   | 12 set 1991 | Palomar                | H. E. Holt                       | —         | MPC                           |
| 19180                | 1991 RK16  | 15 set 1991 | Palomar                | H. E. Holt                       | —         | MPC                           |
| 19181                | 1991 SD1   | 30 set 1991 | Siding Spring          | R. H. McNaught                   | Phocaea   | MPC                           |
| 19182 Pitz           | 1991 TX2   | 7 out 1991  | Tautenburg Observatory | L. D. Schmadel, F. Börngen       | —         | MPC                           |
| 19183 Amati          | 1991 TB5   | 5 out 1991  | Tautenburg Observatory | F. Börngen, L. D. Schmadel       | Phocaea   | MPC                           |
| 19184                | 1991 TB6   | 6 out 1991  | Kleť                   | A. Mrkos                         | —         | MPC                           |
| 19185 Guarneri       | 1991 TL13  | 4 out 1991  | Tautenburg Observatory | F. Börngen                       | —         | MPC                           |
| 19186                | 1991 VY1   | 5 nov 1991  | Palomar                | E. F. Helin                      | —         | MPC                           |
| 19187                | 1991 VU2   | 4 nov 1991  | Kiyosato               | S. Otomo                         | —         | MPC                           |
| 19188 Dittebesard    | 1991 YT    | 30 dez 1991 | Haute Provence         | E. W. Elst                       | Phocaea   | MPC                           |
| 19189 Stradivari     | 1991 YE1   | 28 dez 1991 | Tautenburg Observatory | F. Börngen                       | —         | MPC                           |
| 19190 Morihiroshi    | 1992 AM1   | 10 jan 1992 | Okutama                | T. Hioki, S. Hayakawa            | —         | MPC                           |
| 19191                | 1992 DT2   | 23 fev 1992 | Kitt Peak              | Spacewatch                       | —         | MPC                           |
| 19192                | 1992 DY5   | 29 fev 1992 | La Silla               | UESAC                            | —         | MPC                           |
| 19193                | 1992 DK6   | 29 fev 1992 | La Silla               | UESAC                            | —         | MPC                           |
| 19194                | 1992 DG7   | 29 fev 1992 | La Silla               | UESAC                            | —         | MPC                           |
| 19195                | 1992 DM7   | 29 fev 1992 | La Silla               | UESAC                            | —         | MPC                           |
| 19196                | 1992 DQ7   | 29 fev 1992 | La Silla               | UESAC                            | —         | MPC                           |
| 19197 Akasaki        | 1992 EO    | 6 mar 1992  | Geisei                 | T. Seki                          | —         | MPC                           |
| 19198                | 1992 ED8   | 2 mar 1992  | La Silla               | UESAC                            | —         | MPC                           |
| 19199                | 1992 FL3   | 26 mar 1992 | Kitt Peak              | Spacewatch                       | —         | MPC                           |
| 19200                | 1992 GU2   | 4 abr 1992  | La Silla               | E. W. Elst                       | Brangane  | MPC                           |

## 19201–19300
| Designação          | Designação | Descoberta  | Descoberta             | Descobridor(es)                                | Categoria | Mais informações / Referência |
| Permanente          | Provisória | Data        | Local                  | Descobridor(es)                                | Categoria | Mais informações / Referência |
| ------------------- | ---------- | ----------- | ---------------------- | ---------------------------------------------- | --------- | ----------------------------- |
| 19201               | 1992 GZ4   | 4 abr 1992  | La Silla               | E. W. Elst                                     | —         | MPC                           |
| 19202               | 1992 HN    | 29 abr 1992 | Kitt Peak              | Spacewatch                                     | —         | MPC                           |
| 19203               | 1992 HJ2   | 27 abr 1992 | Kitt Peak              | Spacewatch                                     | —         | MPC                           |
| 19204 Joshuatree    | 1992 ME    | 21 jun 1992 | Palomar                | J. E. Mueller                                  | —         | MPC                           |
| 19205               | 1992 PT    | 8 ago 1992  | Caussols               | E. W. Elst                                     | Mitidika  | MPC                           |
| 19206               | 1992 PH4   | 2 ago 1992  | Palomar                | H. E. Holt                                     | —         | MPC                           |
| 19207               | 1992 QS1   | 24 ago 1992 | Palomar                | H. E. Holt                                     | —         | MPC                           |
| 19208 Starrfield    | 1992 RW    | 2 set 1992  | Tautenburg Observatory | L. D. Schmadel, F. Börngen                     | —         | MPC                           |
| 19209               | 1992 UW2   | 25 out 1992 | Kiyosato               | S. Otomo                                       | —         | MPC                           |
| 19210 Higayoshihiro | 1992 YE4   | 25 dez 1992 | Geisei                 | T. Seki                                        | —         | MPC                           |
| 19211               | 1993 DM    | 21 fev 1993 | Kushiro                | S. Ueda, H. Kaneda                             | —         | MPC                           |
| 19212               | 1993 FL18  | 17 mar 1993 | La Silla               | UESAC                                          | —         | MPC                           |
| 19213               | 1993 FF21  | 21 mar 1993 | La Silla               | UESAC                                          | —         | MPC                           |
| 19214               | 1993 FT22  | 21 mar 1993 | La Silla               | UESAC                                          | —         | MPC                           |
| 19215               | 1993 FS29  | 21 mar 1993 | La Silla               | UESAC                                          | —         | MPC                           |
| 19216               | 1993 FA37  | 19 mar 1993 | La Silla               | UESAC                                          | —         | MPC                           |
| 19217               | 1993 FE43  | 19 mar 1993 | La Silla               | UESAC                                          | —         | MPC                           |
| 19218               | 1993 FH49  | 19 mar 1993 | La Silla               | UESAC                                          | —         | MPC                           |
| 19219               | 1993 OH5   | 20 jul 1993 | La Silla               | E. W. Elst                                     | —         | MPC                           |
| 19220               | 1993 OX11  | 19 jul 1993 | La Silla               | E. W. Elst                                     | —         | MPC                           |
| 19221               | 1993 PD3   | 14 ago 1993 | Caussols               | E. W. Elst                                     | —         | MPC                           |
| 19222               | 1993 QK1   | 16 ago 1993 | Caussols               | E. W. Elst                                     | —         | MPC                           |
| 19223               | 1993 QH8   | 20 ago 1993 | La Silla               | E. W. Elst                                     | —         | MPC                           |
| 19224 Orosei        | 1993 RJ3   | 15 set 1993 | Cima Ekar              | A. Boattini                                    | —         | MPC                           |
| 19225               | 1993 RX5   | 15 set 1993 | La Silla               | E. W. Elst                                     | —         | MPC                           |
| 19226 Peiresc       | 1993 RA8   | 15 set 1993 | La Silla               | E. W. Elst                                     | —         | MPC                           |
| 19227               | 1993 RH16  | 15 set 1993 | La Silla               | H. Debehogne, E. W. Elst                       | —         | MPC                           |
| 19228 Uemuraikuo    | 1993 SN1   | 16 set 1993 | Kitami                 | K. Endate, K. Watanabe                         | —         | MPC                           |
| 19229               | 1993 SD5   | 19 set 1993 | Caussols               | E. W. Elst                                     | —         | MPC                           |
| 19230 Sugazi        | 1993 TU    | 11 out 1993 | Kitami                 | K. Endate, K. Watanabe                         | —         | MPC                           |
| 19231               | 1993 TL5   | 9 out 1993  | Kitt Peak              | Spacewatch                                     | —         | MPC                           |
| 19232               | 1993 TJ15  | 9 out 1993  | La Silla               | E. W. Elst                                     | —         | MPC                           |
| 19233               | 1993 UD7   | 20 out 1993 | La Silla               | E. W. Elst                                     | —         | MPC                           |
| 19234 Victoriahibbs | 1993 VC1   | 9 nov 1993  | Palomar                | E. F. Helin                                    | —         | MPC                           |
| 19235 van Schurman  | 1993 VS4   | 9 nov 1993  | Caussols               | E. W. Elst                                     | —         | MPC                           |
| 19236               | 1993 XV    | 11 dez 1993 | Oizumi                 | T. Kobayashi                                   | —         | MPC                           |
| 19237               | 1994 AP    | 4 jan 1994  | Oizumi                 | T. Kobayashi                                   | —         | MPC                           |
| 19238               | 1994 AV1   | 9 jan 1994  | Fujieda                | H. Shiozawa, T. Urata                          | —         | MPC                           |
| 19239               | 1994 AM2   | 7 jan 1994  | Hidaka                 | H. Shiozawa                                    | —         | MPC                           |
| 19240               | 1994 AZ10  | 8 jan 1994  | Kitt Peak              | Spacewatch                                     | —         | MPC                           |
| 19241               | 1994 BH4   | 16 jan 1994 | Caussols               | E. W. Elst, C. Pollas                          | —         | MPC                           |
| 19242               | 1994 CB1   | 3 fev 1994  | Kiyosato               | S. Otomo                                       | —         | MPC                           |
| 19243 Bunting       | 1994 CD9   | 10 fev 1994 | Palomar                | C. S. Shoemaker, E. M. Shoemaker               | —         | MPC                           |
| 19244               | 1994 CX12  | 7 fev 1994  | La Silla               | E. W. Elst                                     | —         | MPC                           |
| 19245               | 1994 EL2   | 8 mar 1994  | Palomar                | E. F. Helin                                    | Pallas    | MPC                           |
| 19246               | 1994 EL7   | 14 mar 1994 | Nyukasa                | M. Hirasawa, S. Suzuki                         | —         | MPC                           |
| 19247               | 1994 LO1   | 2 jun 1994  | Kitt Peak              | Spacewatch                                     | —         | MPC                           |
| 19248               | 1994 PT    | 14 ago 1994 | Oizumi                 | T. Kobayashi                                   | —         | MPC                           |
| 19249               | 1994 PO25  | 12 ago 1994 | La Silla               | E. W. Elst                                     | —         | MPC                           |
| 19250 Poullain      | 1994 PF26  | 12 ago 1994 | La Silla               | E. W. Elst                                     | —         | MPC                           |
| 19251 Totziens      | 1994 RY1   | 3 set 1994  | Zimmerwald             | P. Wild                                        | —         | MPC                           |
| 19252               | 1994 RG7   | 12 set 1994 | Kitt Peak              | Spacewatch                                     | —         | MPC                           |
| 19253               | 1994 RN28  | 5 set 1994  | La Silla               | E. W. Elst                                     | —         | MPC                           |
| 19254               | 1994 VD7   | 11 nov 1994 | Nyukasa                | M. Hirasawa, S. Suzuki                         | —         | MPC                           |
| 19255               | 1994 VK8   | 8 nov 1994  | La Palma               | A. Fitzsimmons, D. O'Ceallaigh, I. P. Williams | —         | MPC                           |
| 19256               | 1994 WA4   | 28 nov 1994 | Kushiro                | S. Ueda, H. Kaneda                             | —         | MPC                           |
| 19257               | 1995 DS5   | 22 fev 1995 | Kitt Peak              | Spacewatch                                     | —         | MPC                           |
| 19258 Gongyi        | 1995 FT20  | 24 mar 1995 | Xinglong               | SCAP                                           | —         | MPC                           |
| 19259               | 1995 GB    | 1 abr 1995  | Oizumi                 | T. Kobayashi                                   | —         | MPC                           |
| 19260               | 1995 GT    | 4 abr 1995  | Kiyosato               | S. Otomo                                       | —         | MPC                           |
| 19261               | 1995 MB    | 21 jun 1995 | Siding Spring          | R. H. McNaught                                 | —         | MPC                           |
| 19262               | 1995 OB1   | 29 jul 1995 | Stroncone              | A. Vagnozzi                                    | —         | MPC                           |
| 19263 Lavater       | 1995 OH10  | 21 jul 1995 | Tautenburg Observatory | F. Börngen                                     | —         | MPC                           |
| 19264               | 1995 SE10  | 17 set 1995 | Kitt Peak              | Spacewatch                                     | —         | MPC                           |
| 19265               | 1995 SD24  | 19 set 1995 | Kitt Peak              | Spacewatch                                     | —         | MPC                           |
| 19266               | 1995 TF1   | 14 out 1995 | Xinglong               | SCAP                                           | —         | MPC                           |
| 19267               | 1995 TB8   | 15 out 1995 | Kitt Peak              | Spacewatch                                     | —         | MPC                           |
| 19268 Morstadt      | 1995 UZ    | 21 out 1995 | Ondřejov               | P. Pravec                                      | —         | MPC                           |
| 19269               | 1995 UQ11  | 17 out 1995 | Kitt Peak              | Spacewatch                                     | —         | MPC                           |
| 19270               | 1995 VS8   | 14 nov 1995 | Kitt Peak              | Spacewatch                                     | —         | MPC                           |
| 19271               | 1995 VG13  | 15 nov 1995 | Kitt Peak              | Spacewatch                                     | —         | MPC                           |
| 19272               | 1995 WO15  | 17 nov 1995 | Kitt Peak              | Spacewatch                                     | —         | MPC                           |
| 19273               | 1995 XJ    | 10 dez 1995 | Kleť                   | Kleť Obs.                                      | —         | MPC                           |
| 19274               | 1995 XA1   | 15 dez 1995 | Oizumi                 | T. Kobayashi                                   | Brangane  | MPC                           |
| 19275               | 1995 XF1   | 15 dez 1995 | Oizumi                 | T. Kobayashi                                   | —         | MPC                           |
| 19276               | 1995 XS4   | 14 dez 1995 | Kitt Peak              | Spacewatch                                     | —         | MPC                           |
| 19277               | 1995 YD    | 17 dez 1995 | Oizumi                 | T. Kobayashi                                   | —         | MPC                           |
| 19278               | 1995 YN    | 19 dez 1995 | Oizumi                 | T. Kobayashi                                   | —         | MPC                           |
| 19279               | 1995 YC4   | 28 dez 1995 | Haleakalā              | AMOS                                           | —         | MPC                           |
| 19280               | 1996 AV    | 11 jan 1996 | Oizumi                 | T. Kobayashi                                   | —         | MPC                           |
| 19281               | 1996 AP3   | 14 jan 1996 | Haleakalā              | AMOS                                           | —         | MPC                           |
| 19282 Zhangcunhao   | 1996 AM15  | 14 jan 1996 | Xinglong               | SCAP                                           | —         | MPC                           |
| 19283               | 1996 BJ2   | 26 jan 1996 | Oizumi                 | T. Kobayashi                                   | Brangane  | MPC                           |
| 19284               | 1996 BU3   | 27 jan 1996 | Oizumi                 | T. Kobayashi                                   | —         | MPC                           |
| 19285               | 1996 CM9   | 12 fev 1996 | Kushiro                | S. Ueda, H. Kaneda                             | —         | MPC                           |
| 19286               | 1996 DU    | 19 fev 1996 | Oizumi                 | T. Kobayashi                                   | —         | MPC                           |
| 19287 Paronelli     | 1996 DH1   | 22 fev 1996 | Sormano                | M. Cavagna, A. Testa                           | —         | MPC                           |
| 19288 Egami         | 1996 FJ5   | 20 mar 1996 | Kitami                 | K. Endate, K. Watanabe                         | —         | MPC                           |
| 19289               | 1996 HY12  | 17 abr 1996 | La Silla               | E. W. Elst                                     | —         | MPC                           |
| 19290 Schroeder     | 1996 JR1   | 15 mai 1996 | Haleakalā              | NEAT                                           | —         | MPC                           |
| 19291 Karelzeman    | 1996 LF    | 6 jun 1996  | Ondřejov               | P. Pravec, L. Kotková                          | —         | MPC                           |
| 19292               | 1996 NG5   | 14 jul 1996 | La Silla               | E. W. Elst                                     | —         | MPC                           |
| 19293 Dedekind      | 1996 OF    | 18 jul 1996 | Prescott               | P. G. Comba                                    | —         | MPC                           |
| 19294 Weymouth      | 1996 PF    | 6 ago 1996  | Lime Creek             | R. Linderholm                                  | —         | MPC                           |
| 19295               | 1996 RC1   | 10 set 1996 | Haleakalā              | NEAT                                           | —         | MPC                           |
| 19296               | 1996 RO4   | 13 set 1996 | Haleakala              | NEAT                                           | —         | MPC                           |
| 19297               | 1996 RS24  | 8 set 1996  | Kitt Peak              | Spacewatch                                     | —         | MPC                           |
| 19298 Zhongkeda     | 1996 SU4   | 20 set 1996 | Xinglong               | SCAP                                           | —         | MPC                           |
| 19299               | 1996 SZ4   | 16 set 1996 | La Palma               | A. Fitzsimmons, M. J. Irwin, I. P. Williams    | —         | MPC                           |
| 19300               | 1996 SH6   | 18 set 1996 | Xinglong               | SCAP                                           | —         | MPC                           |

## 19301–19400
| Designação           | Designação | Descoberta  | Descoberta     | Descobridor(es)                      | Categoria | Mais informações / Referência |
| Permanente           | Provisória | Data        | Local          | Descobridor(es)                      | Categoria | Mais informações / Referência |
| -------------------- | ---------- | ----------- | -------------- | ------------------------------------ | --------- | ----------------------------- |
| 19301                | 1996 SF8   | 21 set 1996 | Xinglong       | SCAP                                 | —         | MPC                           |
| 19302                | 1996 TD    | 1 out 1996  | Uppsala        | L. Kamél, K. Lundgren                | —         | MPC                           |
| 19303 Chinacyo       | 1996 TP1   | 5 out 1996  | Kitami         | K. Endate, K. Watanabe               | —         | MPC                           |
| 19304                | 1996 TQ1   | 5 out 1996  | Kitami         | K. Endate, K. Watanabe               | —         | MPC                           |
| 19305                | 1996 TH10  | 9 out 1996  | Kushiro        | S. Ueda, H. Kaneda                   | —         | MPC                           |
| 19306 Voves          | 1996 TN12  | 12 out 1996 | Stroncone      | Santa Lucia Obs.                     | —         | MPC                           |
| 19307 Hanayama       | 1996 TG13  | 14 out 1996 | Kitami         | K. Endate, K. Watanabe               | —         | MPC                           |
| 19308                | 1996 TO66  | 12 out 1996 | Mauna Kea      | C. Trujillo, D. C. Jewitt, J. X. Luu | —         | MPC                           |
| 19309                | 1996 UK1   | 20 out 1996 | Kashihara      | F. Uto                               | —         | MPC                           |
| 19310 Osawa          | 1996 VF1   | 4 nov 1996  | Tokyo-Mitaka   | I. Satō, H. Fukushima                | —         | MPC                           |
| 19311                | 1996 VF3   | 12 nov 1996 | Sudbury        | D. di Cicco                          | —         | MPC                           |
| 19312                | 1996 VR7   | 15 nov 1996 | Nachi-Katsuura | Y. Shimizu, T. Urata                 | —         | MPC                           |
| 19313                | 1996 VF8   | 6 nov 1996  | Kitami         | K. Endate, K. Watanabe               | Phocaea   | MPC                           |
| 19314                | 1996 VT8   | 7 nov 1996  | Kitami         | K. Endate, K. Watanabe               | —         | MPC                           |
| 19315                | 1996 VY8   | 7 nov 1996  | Kitami         | K. Endate, K. Watanabe               | —         | MPC                           |
| 19316                | 1996 WB    | 16 nov 1996 | Oizumi         | T. Kobayashi                         | Phocaea   | MPC                           |
| 19317                | 1996 WS1   | 30 nov 1996 | Oizumi         | T. Kobayashi                         | —         | MPC                           |
| 19318 Somanah        | 1996 XB2   | 2 dez 1996  | Sormano        | F. Manca, M. Cavagna                 | —         | MPC                           |
| 19319                | 1996 XX2   | 3 dez 1996  | Oizumi         | T. Kobayashi                         | —         | MPC                           |
| 19320                | 1996 XB6   | 7 dez 1996  | Oizumi         | T. Kobayashi                         | —         | MPC                           |
| 19321                | 1996 XY7   | 1 dez 1996  | Kitt Peak      | Spacewatch                           | —         | MPC                           |
| 19322                | 1996 XQ11  | 4 dez 1996  | Kitt Peak      | Spacewatch                           | —         | MPC                           |
| 19323                | 1996 XM13  | 9 dez 1996  | Sudbury        | D. di Cicco                          | —         | MPC                           |
| 19324                | 1996 XA18  | 7 dez 1996  | Kitt Peak      | Spacewatch                           | —         | MPC                           |
| 19325                | 1996 XC18  | 7 dez 1996  | Kitt Peak      | Spacewatch                           | —         | MPC                           |
| 19326                | 1996 XD19  | 8 dez 1996  | Oizumi         | T. Kobayashi                         | —         | MPC                           |
| 19327                | 1996 XH19  | 8 dez 1996  | Oizumi         | T. Kobayashi                         | —         | MPC                           |
| 19328                | 1996 XY28  | 12 dez 1996 | Kitt Peak      | Spacewatch                           | —         | MPC                           |
| 19329                | 1996 XZ30  | 14 dez 1996 | Oizumi         | T. Kobayashi                         | —         | MPC                           |
| 19330                | 1996 XJ31  | 14 dez 1996 | Oizumi         | T. Kobayashi                         | —         | MPC                           |
| 19331 Stefanovitale  | 1996 XL33  | 4 dez 1996  | Cima Ekar      | M. Tombelli, C. Casacci              | —         | MPC                           |
| 19332                | 1996 YQ1   | 18 dez 1996 | Xinglong       | SCAP                                 | —         | MPC                           |
| 19333                | 1996 YT1   | 19 dez 1996 | Xinglong       | SCAP                                 | —         | MPC                           |
| 19334                | 1996 YV1   | 19 dez 1996 | Xinglong       | SCAP                                 | —         | MPC                           |
| 19335                | 1996 YL2   | 28 dez 1996 | Oizumi         | T. Kobayashi                         | —         | MPC                           |
| 19336                | 1997 AF    | 2 jan 1997  | Oizumi         | T. Kobayashi                         | —         | MPC                           |
| 19337                | 1997 AT    | 2 jan 1997  | Oizumi         | T. Kobayashi                         | —         | MPC                           |
| 19338                | 1997 AB2   | 3 jan 1997  | Oizumi         | T. Kobayashi                         | —         | MPC                           |
| 19339                | 1997 AF4   | 6 jan 1997  | Oizumi         | T. Kobayashi                         | —         | MPC                           |
| 19340                | 1997 AV4   | 6 jan 1997  | Oizumi         | T. Kobayashi                         | —         | MPC                           |
| 19341                | 1997 AQ5   | 7 jan 1997  | Oizumi         | T. Kobayashi                         | —         | MPC                           |
| 19342                | 1997 AA7   | 9 jan 1997  | Oizumi         | T. Kobayashi                         | —         | MPC                           |
| 19343                | 1997 AR7   | 5 jan 1997  | Xinglong       | SCAP                                 | —         | MPC                           |
| 19344                | 1997 AD14  | 2 jan 1997  | Xinglong       | SCAP                                 | —         | MPC                           |
| 19345                | 1997 BV2   | 30 jan 1997 | Oizumi         | T. Kobayashi                         | —         | MPC                           |
| 19346                | 1997 CG1   | 1 fev 1997  | Oizumi         | T. Kobayashi                         | —         | MPC                           |
| 19347                | 1997 CH9   | 1 fev 1997  | Kitt Peak      | Spacewatch                           | —         | MPC                           |
| 19348 Cueca          | 1997 CL12  | 3 fev 1997  | Kitt Peak      | Spacewatch                           | —         | MPC                           |
| 19349 Denjoy         | 1997 CF22  | 13 fev 1997 | Prescott       | P. G. Comba                          | —         | MPC                           |
| 19350                | 1997 CU28  | 6 fev 1997  | Xinglong       | SCAP                                 | Eos       | MPC                           |
| 19351                | 1997 EK    | 1 mar 1997  | Oizumi         | T. Kobayashi                         | —         | MPC                           |
| 19352                | 1997 EL    | 1 mar 1997  | Oizumi         | T. Kobayashi                         | Brangane  | MPC                           |
| 19353 Pierrethierry  | 1997 EQ30  | 10 mar 1997 | Ramonville     | C. Buil                              | —         | MPC                           |
| 19354 Fredkoehler    | 1997 FS2   | 31 mar 1997 | Socorro        | LINEAR                               | —         | MPC                           |
| 19355 Merpalehmann   | 1997 FU2   | 31 mar 1997 | Socorro        | LINEAR                               | —         | MPC                           |
| 19356                | 1997 GH3   | 6 abr 1997  | Haleakalā      | NEAT                                 | —         | MPC                           |
| 19357                | 1997 GZ7   | 2 abr 1997  | Socorro        | LINEAR                               | —         | MPC                           |
| 19358                | 1997 GO23  | 6 abr 1997  | Socorro        | LINEAR                               | —         | MPC                           |
| 19359                | 1997 GB35  | 3 abr 1997  | Socorro        | LINEAR                               | —         | MPC                           |
| 19360                | 1997 JS12  | 3 mai 1997  | La Silla       | E. W. Elst                           | —         | MPC                           |
| 19361                | 1997 KH4   | 31 mai 1997 | Kitt Peak      | Spacewatch                           | —         | MPC                           |
| 19362                | 1997 MX3   | 28 jun 1997 | Socorro        | LINEAR                               | Brangane  | MPC                           |
| 19363                | 1997 OL2   | 31 jul 1997 | Caussols       | ODAS                                 | —         | MPC                           |
| 19364 Semafor        | 1997 SM1   | 21 set 1997 | Ondřejov       | L. Kotková                           | —         | MPC                           |
| 19365                | 1997 VL5   | 8 nov 1997  | Oizumi         | T. Kobayashi                         | —         | MPC                           |
| 19366 Sudingqiang    | 1997 VZ7   | 6 nov 1997  | Xinglong       | SCAP                                 | Phocaea   | MPC                           |
| 19367 Pink Floyd     | 1997 XW3   | 3 dez 1997  | Caussols       | ODAS                                 | —         | MPC                           |
| 19368                | 1997 XZ4   | 6 dez 1997  | Caussols       | ODAS                                 | —         | MPC                           |
| 19369                | 1997 YO    | 20 dez 1997 | Oizumi         | T. Kobayashi                         | —         | MPC                           |
| 19370 Yukyung        | 1997 YY8   | 25 dez 1997 | Haleakalā      | NEAT                                 | —         | MPC                           |
| 19371                | 1997 YP11  | 27 dez 1997 | Gekko          | T. Kagawa, T. Urata                  | —         | MPC                           |
| 19372                | 1997 YP13  | 31 dez 1997 | Oizumi         | T. Kobayashi                         | —         | MPC                           |
| 19373                | 1997 YC14  | 31 dez 1997 | Oizumi         | T. Kobayashi                         | —         | MPC                           |
| 19374                | 1997 YG17  | 27 dez 1997 | Kitt Peak      | Spacewatch                           | —         | MPC                           |
| 19375                | 1998 AB5   | 6 jan 1998  | Woomera        | F. B. Zoltowski                      | —         | MPC                           |
| 19376                | 1998 BE1   | 19 jan 1998 | Oizumi         | T. Kobayashi                         | —         | MPC                           |
| 19377                | 1998 BE4   | 21 jan 1998 | Nachi-Katsuura | Y. Shimizu, T. Urata                 | —         | MPC                           |
| 19378                | 1998 BB7   | 24 jan 1998 | Oizumi         | T. Kobayashi                         | —         | MPC                           |
| 19379 Labrecque      | 1998 BR7   | 24 jan 1998 | Haleakalā      | NEAT                                 | —         | MPC                           |
| 19380                | 1998 BB11  | 23 jan 1998 | Socorro        | LINEAR                               | —         | MPC                           |
| 19381                | 1998 BB15  | 24 jan 1998 | Haleakalā      | NEAT                                 | —         | MPC                           |
| 19382                | 1998 BH25  | 28 jan 1998 | Oizumi         | T. Kobayashi                         | —         | MPC                           |
| 19383 Rolling Stones | 1998 BZ32  | 29 jan 1998 | Caussols       | ODAS                                 | —         | MPC                           |
| 19384 Winton         | 1998 CP1   | 6 fev 1998  | Kleť           | J. Tichá, M. Tichý                   | —         | MPC                           |
| 19385                | 1998 CE4   | 13 fev 1998 | Xinglong       | SCAP                                 | —         | MPC                           |
| 19386 Axelcronstedt  | 1998 CR4   | 6 fev 1998  | La Silla       | E. W. Elst                           | —         | MPC                           |
| 19387                | 1998 DA2   | 18 fev 1998 | Woomera        | F. B. Zoltowski                      | —         | MPC                           |
| 19388                | 1998 DQ3   | 22 fev 1998 | Haleakalā      | NEAT                                 | —         | MPC                           |
| 19389                | 1998 DD14  | 27 fev 1998 | Caussols       | ODAS                                 | —         | MPC                           |
| 19390                | 1998 DK14  | 24 fev 1998 | Farra d'Isonzo | Farra d'Isonzo                       | —         | MPC                           |
| 19391                | 1998 DR15  | 22 fev 1998 | Haleakalā      | NEAT                                 | —         | MPC                           |
| 19392 Oyamada        | 1998 DW31  | 22 fev 1998 | Nanyo          | T. Okuni                             | —         | MPC                           |
| 19393 Davidthompson  | 1998 DT33  | 27 fev 1998 | La Silla       | E. W. Elst                           | —         | MPC                           |
| 19394                | 1998 DA34  | 27 fev 1998 | La Silla       | E. W. Elst                           | —         | MPC                           |
| 19395 Barrera        | 1998 EP1   | 2 mar 1998  | Caussols       | ODAS                                 | —         | MPC                           |
| 19396                | 1998 EV1   | 2 mar 1998  | Caussols       | ODAS                                 | —         | MPC                           |
| 19397 Lagarini       | 1998 ER3   | 3 mar 1998  | Caussols       | ODAS                                 | —         | MPC                           |
| 19398 Creedence      | 1998 EM8   | 2 mar 1998  | Sormano        | P. Sicoli, P. Ghezzi                 | —         | MPC                           |
| 19399                | 1998 EP10  | 1 mar 1998  | La Silla       | E. W. Elst                           | —         | MPC                           |
| 19400 Emileclaus     | 1998 EC11  | 1 mar 1998  | La Silla       | E. W. Elst                           | —         | MPC                           |

## 19401–19500
| Designação           | Designação | Descoberta  | Descoberta    | Descobridor(es) | Categoria | Mais informações / Referência |
| Permanente           | Provisória | Data        | Local         | Descobridor(es) | Categoria | Mais informações / Referência |
| -------------------- | ---------- | ----------- | ------------- | --------------- | --------- | ----------------------------- |
| 19401                | 1998 ES11  | 1 mar 1998  | La Silla      | E. W. Elst      | —         | MPC                           |
| 19402                | 1998 EG14  | 1 mar 1998  | La Silla      | E. W. Elst      | —         | MPC                           |
| 19403                | 1998 FA1   | 18 mar 1998 | Kitt Peak     | Spacewatch      | —         | MPC                           |
| 19404                | 1998 FO5   | 24 mar 1998 | Woomera       | F. B. Zoltowski | —         | MPC                           |
| 19405                | 1998 FT8   | 21 mar 1998 | Kitt Peak     | Spacewatch      | —         | MPC                           |
| 19406                | 1998 FM10  | 24 mar 1998 | Caussols      | ODAS            | —         | MPC                           |
| 19407 Standing Bear  | 1998 FG11  | 25 mar 1998 | Lime Creek    | R. Linderholm   | —         | MPC                           |
| 19408                | 1998 FM11  | 22 mar 1998 | Oizumi        | T. Kobayashi    | Brangane  | MPC                           |
| 19409                | 1998 FA12  | 24 mar 1998 | Haleakalā     | NEAT            | —         | MPC                           |
| 19410 Guisard        | 1998 FW14  | 26 mar 1998 | Caussols      | ODAS            | —         | MPC                           |
| 19411 Collinarnold   | 1998 FJ22  | 20 mar 1998 | Socorro       | LINEAR          | —         | MPC                           |
| 19412                | 1998 FC24  | 20 mar 1998 | Socorro       | LINEAR          | —         | MPC                           |
| 19413 Grantlewis     | 1998 FB30  | 20 mar 1998 | Socorro       | LINEAR          | —         | MPC                           |
| 19414                | 1998 FP32  | 20 mar 1998 | Socorro       | LINEAR          | —         | MPC                           |
| 19415 Parvamenon     | 1998 FC34  | 20 mar 1998 | Socorro       | LINEAR          | —         | MPC                           |
| 19416 Benglass       | 1998 FM34  | 20 mar 1998 | Socorro       | LINEAR          | —         | MPC                           |
| 19417 Madelynho      | 1998 FG40  | 20 mar 1998 | Socorro       | LINEAR          | Mitidika  | MPC                           |
| 19418                | 1998 FL49  | 20 mar 1998 | Socorro       | LINEAR          | —         | MPC                           |
| 19419 Pinkham        | 1998 FO49  | 20 mar 1998 | Socorro       | LINEAR          | —         | MPC                           |
| 19420 Vivekbuch      | 1998 FB54  | 20 mar 1998 | Socorro       | LINEAR          | —         | MPC                           |
| 19421 Zachulett      | 1998 FD56  | 20 mar 1998 | Socorro       | LINEAR          | —         | MPC                           |
| 19422                | 1998 FV56  | 20 mar 1998 | Socorro       | LINEAR          | —         | MPC                           |
| 19423 Hefter         | 1998 FD58  | 20 mar 1998 | Socorro       | LINEAR          | —         | MPC                           |
| 19424 Andrewsong     | 1998 FH61  | 20 mar 1998 | Socorro       | LINEAR          | —         | MPC                           |
| 19425 Nicholasrapp   | 1998 FW61  | 20 mar 1998 | Socorro       | LINEAR          | —         | MPC                           |
| 19426 Leal           | 1998 FP65  | 20 mar 1998 | Socorro       | LINEAR          | —         | MPC                           |
| 19427                | 1998 FJ66  | 20 mar 1998 | Socorro       | LINEAR          | —         | MPC                           |
| 19428 Gracehsu       | 1998 FU66  | 20 mar 1998 | Socorro       | LINEAR          | —         | MPC                           |
| 19429 Grubaugh       | 1998 FD69  | 20 mar 1998 | Socorro       | LINEAR          | —         | MPC                           |
| 19430 Kristinaufer   | 1998 FO69  | 20 mar 1998 | Socorro       | LINEAR          | —         | MPC                           |
| 19431                | 1998 FS70  | 20 mar 1998 | Socorro       | LINEAR          | —         | MPC                           |
| 19432                | 1998 FL71  | 20 mar 1998 | Socorro       | LINEAR          | —         | MPC                           |
| 19433 Naftz          | 1998 FG72  | 20 mar 1998 | Socorro       | LINEAR          | —         | MPC                           |
| 19434 Bahuffman      | 1998 FD75  | 24 mar 1998 | Socorro       | LINEAR          | —         | MPC                           |
| 19435                | 1998 FN75  | 24 mar 1998 | Socorro       | LINEAR          | —         | MPC                           |
| 19436 Marycole       | 1998 FR76  | 24 mar 1998 | Socorro       | LINEAR          | —         | MPC                           |
| 19437 Jennyblank     | 1998 FQ79  | 24 mar 1998 | Socorro       | LINEAR          | —         | MPC                           |
| 19438 Khaki          | 1998 FF83  | 24 mar 1998 | Socorro       | LINEAR          | —         | MPC                           |
| 19439 Allisontjong   | 1998 FB91  | 24 mar 1998 | Socorro       | LINEAR          | —         | MPC                           |
| 19440 Sumatijain     | 1998 FN103 | 31 mar 1998 | Socorro       | LINEAR          | —         | MPC                           |
| 19441 Trucpham       | 1998 FJ105 | 31 mar 1998 | Socorro       | LINEAR          | —         | MPC                           |
| 19442 Brianrice      | 1998 FM106 | 31 mar 1998 | Socorro       | LINEAR          | —         | MPC                           |
| 19443 Yanzhong       | 1998 FE109 | 31 mar 1998 | Socorro       | LINEAR          | —         | MPC                           |
| 19444 Addicott       | 1998 FT109 | 31 mar 1998 | Socorro       | LINEAR          | —         | MPC                           |
| 19445                | 1998 FE112 | 31 mar 1998 | Socorro       | LINEAR          | —         | MPC                           |
| 19446 Muroski        | 1998 FX113 | 31 mar 1998 | Socorro       | LINEAR          | —         | MPC                           |
| 19447 Jessicapearl   | 1998 FD114 | 31 mar 1998 | Socorro       | LINEAR          | —         | MPC                           |
| 19448 Jenniferling   | 1998 FJ122 | 20 mar 1998 | Socorro       | LINEAR          | —         | MPC                           |
| 19449                | 1998 FE125 | 24 mar 1998 | Socorro       | LINEAR          | —         | MPC                           |
| 19450 Sussman        | 1998 FF125 | 24 mar 1998 | Socorro       | LINEAR          | —         | MPC                           |
| 19451                | 1998 FP125 | 31 mar 1998 | Socorro       | LINEAR          | —         | MPC                           |
| 19452 Keeney         | 1998 FX125 | 31 mar 1998 | Socorro       | LINEAR          | —         | MPC                           |
| 19453 Murdochorne    | 1998 FM126 | 28 mar 1998 | Reedy Creek   | J. Broughton    | —         | MPC                           |
| 19454 Henrymarr      | 1998 FX127 | 25 mar 1998 | Socorro       | LINEAR          | —         | MPC                           |
| 19455                | 1998 FJ145 | 24 mar 1998 | Socorro       | LINEAR          | —         | MPC                           |
| 19456 Pimdouglas     | 1998 HU5   | 21 abr 1998 | Caussols      | ODAS            | —         | MPC                           |
| 19457 Robcastillo    | 1998 HE6   | 21 abr 1998 | Caussols      | ODAS            | —         | MPC                           |
| 19458 Legault        | 1998 HE8   | 21 abr 1998 | Les Tardieux  | M. Boeuf        | —         | MPC                           |
| 19459                | 1998 HM11  | 18 abr 1998 | Kitt Peak     | Spacewatch      | —         | MPC                           |
| 19460                | 1998 HW13  | 18 abr 1998 | Socorro       | LINEAR          | —         | MPC                           |
| 19461 Feingold       | 1998 HZ16  | 18 abr 1998 | Socorro       | LINEAR          | —         | MPC                           |
| 19462 Ulissedini     | 1998 HE20  | 27 abr 1998 | Prescott      | P. G. Comba     | —         | MPC                           |
| 19463 Emilystoll     | 1998 HY29  | 20 abr 1998 | Socorro       | LINEAR          | —         | MPC                           |
| 19464 Ciarabarr      | 1998 HZ29  | 20 abr 1998 | Socorro       | LINEAR          | —         | MPC                           |
| 19465 Amandarusso    | 1998 HA32  | 20 abr 1998 | Socorro       | LINEAR          | —         | MPC                           |
| 19466 Darcydiegel    | 1998 HQ34  | 20 abr 1998 | Socorro       | LINEAR          | —         | MPC                           |
| 19467 Amandanagy     | 1998 HU39  | 20 abr 1998 | Socorro       | LINEAR          | —         | MPC                           |
| 19468                | 1998 HO45  | 20 abr 1998 | Socorro       | LINEAR          | —         | MPC                           |
| 19469                | 1998 HV45  | 20 abr 1998 | Socorro       | LINEAR          | —         | MPC                           |
| 19470 Wenpingchen    | 1998 HE52  | 30 abr 1998 | Anderson Mesa | LONEOS          | —         | MPC                           |
| 19471                | 1998 HK52  | 25 abr 1998 | Woomera       | F. B. Zoltowski | —         | MPC                           |
| 19472                | 1998 HL52  | 27 abr 1998 | Woomera       | F. B. Zoltowski | —         | MPC                           |
| 19473 Marygardner    | 1998 HE60  | 21 abr 1998 | Socorro       | LINEAR          | —         | MPC                           |
| 19474                | 1998 HJ80  | 21 abr 1998 | Socorro       | LINEAR          | —         | MPC                           |
| 19475 Mispagel       | 1998 HA91  | 21 abr 1998 | Socorro       | LINEAR          | —         | MPC                           |
| 19476 Denduluri      | 1998 HQ94  | 21 abr 1998 | Socorro       | LINEAR          | —         | MPC                           |
| 19477 Teresajentz    | 1998 HB95  | 21 abr 1998 | Socorro       | LINEAR          | —         | MPC                           |
| 19478 Jaimeflores    | 1998 HY96  | 21 abr 1998 | Socorro       | LINEAR          | —         | MPC                           |
| 19479                | 1998 HG97  | 21 abr 1998 | Socorro       | LINEAR          | —         | MPC                           |
| 19480                | 1998 HJ100 | 21 abr 1998 | Socorro       | LINEAR          | —         | MPC                           |
| 19481                | 1998 HX101 | 25 abr 1998 | La Silla      | E. W. Elst      | —         | MPC                           |
| 19482 Harperlee      | 1998 HL102 | 25 abr 1998 | La Silla      | E. W. Elst      | —         | MPC                           |
| 19483                | 1998 HA116 | 23 abr 1998 | Socorro       | LINEAR          | —         | MPC                           |
| 19484 Vanessaspini   | 1998 HF121 | 23 abr 1998 | Socorro       | LINEAR          | —         | MPC                           |
| 19485                | 1998 HC122 | 23 abr 1998 | Socorro       | LINEAR          | Brangane  | MPC                           |
| 19486                | 1998 HW122 | 23 abr 1998 | Socorro       | LINEAR          | —         | MPC                           |
| 19487 Rosscoleman    | 1998 HO124 | 23 abr 1998 | Socorro       | LINEAR          | —         | MPC                           |
| 19488 Abramcoley     | 1998 HW125 | 23 abr 1998 | Socorro       | LINEAR          | —         | MPC                           |
| 19489                | 1998 HL149 | 25 abr 1998 | La Silla      | E. W. Elst      | —         | MPC                           |
| 19490                | 1998 HC150 | 19 abr 1998 | Kitt Peak     | Spacewatch      | —         | MPC                           |
| 19491                | 1998 HG153 | 24 abr 1998 | Socorro       | LINEAR          | —         | MPC                           |
| 19492                | 1998 JT    | 1 mai 1998  | Haleakalā     | NEAT            | —         | MPC                           |
| 19493                | 1998 JY1   | 1 mai 1998  | Haleakala     | NEAT            | —         | MPC                           |
| 19494 Gerbs          | 1998 KJ8   | 23 mai 1998 | Anderson Mesa | LONEOS          | Brangane  | MPC                           |
| 19495 Terentyeva     | 1998 KZ8   | 23 mai 1998 | Anderson Mesa | LONEOS          | —         | MPC                           |
| 19496 Josephbarone   | 1998 KC32  | 22 mai 1998 | Socorro       | LINEAR          | —         | MPC                           |
| 19497 Pineda         | 1998 KN32  | 22 mai 1998 | Socorro       | LINEAR          | —         | MPC                           |
| 19498                | 1998 KG38  | 22 mai 1998 | Socorro       | LINEAR          | —         | MPC                           |
| 19499 Eugenybiryukov | 1998 KR42  | 27 mai 1998 | Anderson Mesa | LONEOS          | —         | MPC                           |
| 19500 Hillaryfultz   | 1998 KF49  | 23 mai 1998 | Socorro       | LINEAR          | —         | MPC                           |

## 19501–19600
| Designação          | Designação | Descoberta  | Descoberta          | Descobridor(es)          | Categoria | Mais informações / Referência |
| Permanente          | Provisória | Data        | Local               | Descobridor(es)          | Categoria | Mais informações / Referência |
| ------------------- | ---------- | ----------- | ------------------- | ------------------------ | --------- | ----------------------------- |
| 19501               | 1998 KC50  | 23 mai 1998 | Socorro             | LINEAR                   | —         | MPC                           |
| 19502               | 1998 KB51  | 23 mai 1998 | Socorro             | LINEAR                   | —         | MPC                           |
| 19503               | 1998 KE65  | 22 mai 1998 | Socorro             | LINEAR                   | —         | MPC                           |
| 19504 Vladalekseev  | 1998 LL2   | 1 jun 1998  | La Silla            | E. W. Elst               | Brangane  | MPC                           |
| 19505               | 1998 MC    | 16 jun 1998 | Woomera             | F. B. Zoltowski          | —         | MPC                           |
| 19506               | 1998 MN4   | 18 jun 1998 | Majorca             | Á. López J., R. Pacheco  | —         | MPC                           |
| 19507               | 1998 MZ13  | 19 jun 1998 | Caussols            | ODAS                     | —         | MPC                           |
| 19508               | 1998 MC17  | 27 jun 1998 | Kitt Peak           | Spacewatch               | —         | MPC                           |
| 19509 Niigata       | 1998 MG38  | 29 jun 1998 | Anderson Mesa       | LONEOS                   | —         | MPC                           |
| 19510               | 1998 MV42  | 26 jun 1998 | La Silla            | E. W. Elst               | —         | MPC                           |
| 19511               | 1998 MC45  | 19 jun 1998 | Socorro             | LINEAR                   | Phocaea   | MPC                           |
| 19512               | 1998 QU2   | 17 ago 1998 | Socorro             | LINEAR                   | —         | MPC                           |
| 19513               | 1998 QN7   | 17 ago 1998 | Socorro             | LINEAR                   | —         | MPC                           |
| 19514               | 1998 QB75  | 24 ago 1998 | Socorro             | LINEAR                   | Phocaea   | MPC                           |
| 19515               | 1998 QM76  | 24 ago 1998 | Socorro             | LINEAR                   | —         | MPC                           |
| 19516               | 1998 QF80  | 24 ago 1998 | Socorro             | LINEAR                   | —         | MPC                           |
| 19517 Robertocarlos | 1998 SK164 | 18 set 1998 | La Silla            | E. W. Elst               | —         | MPC                           |
| 19518 Moulding      | 1998 VZ13  | 10 nov 1998 | Socorro             | LINEAR                   | —         | MPC                           |
| 19519               | 1998 WB8   | 18 nov 1998 | Kushiro             | S. Ueda, H. Kaneda       | —         | MPC                           |
| 19520               | 1998 WC24  | 25 nov 1998 | Socorro             | LINEAR                   | Phocaea   | MPC                           |
| 19521 Caos          | 1998 WH24  | 19 nov 1998 | Kitt Peak           | DES                      | —         | MPC                           |
| 19522               | 1998 XQ83  | 15 dez 1998 | Socorro             | LINEAR                   | Phocaea   | MPC                           |
| 19523 Paolofrisi    | 1998 YX3   | 18 dez 1998 | Bologna             | San Vittore Obs.         | —         | MPC                           |
| 19524 Acaciacoleman | 1998 YB7   | 23 dez 1998 | Kanab               | E. E. Sheridan           | —         | MPC                           |
| 19525               | 1999 CO    | 5 fev 1999  | Oizumi              | T. Kobayashi             | —         | MPC                           |
| 19526               | 1999 FS7   | 20 mar 1999 | Socorro             | LINEAR                   | —         | MPC                           |
| 19527               | 1999 FN30  | 19 mar 1999 | Socorro             | LINEAR                   | —         | MPC                           |
| 19528 Delloro       | 1999 GB1   | 4 abr 1999  | San Marcello        | G. D'Abramo, A. Boattini | —         | MPC                           |
| 19529               | 1999 GQ15  | 15 abr 1999 | Kitt Peak           | Spacewatch               | —         | MPC                           |
| 19530               | 1999 GQ23  | 6 abr 1999  | Socorro             | LINEAR                   | —         | MPC                           |
| 19531 Charton       | 1999 GM32  | 7 abr 1999  | Socorro             | LINEAR                   | —         | MPC                           |
| 19532               | 1999 GB34  | 6 abr 1999  | Socorro             | LINEAR                   | —         | MPC                           |
| 19533 Garrison      | 1999 GM35  | 7 abr 1999  | Socorro             | LINEAR                   | —         | MPC                           |
| 19534 Miyagi        | 1999 GL47  | 6 abr 1999  | Anderson Mesa       | LONEOS                   | —         | MPC                           |
| 19535 Rowanatkinson | 1999 HF3   | 24 abr 1999 | Reedy Creek         | J. Broughton             | —         | MPC                           |
| 19536               | 1999 JM4   | 10 mai 1999 | Socorro             | LINEAR                   | —         | MPC                           |
| 19537               | 1999 JL8   | 12 mai 1999 | Socorro             | LINEAR                   | —         | MPC                           |
| 19538               | 1999 JD12  | 13 mai 1999 | Socorro             | LINEAR                   | —         | MPC                           |
| 19539 Anaverdu      | 1999 JO14  | 14 mai 1999 | Ametlla de Mar      | J. Nomen                 | —         | MPC                           |
| 19540               | 1999 JF23  | 10 mai 1999 | Socorro             | LINEAR                   | —         | MPC                           |
| 19541               | 1999 JA27  | 10 mai 1999 | Socorro             | LINEAR                   | —         | MPC                           |
| 19542 Lindperkins   | 1999 JL27  | 10 mai 1999 | Socorro             | LINEAR                   | —         | MPC                           |
| 19543 Burgoyne      | 1999 JR30  | 10 mai 1999 | Socorro             | LINEAR                   | —         | MPC                           |
| 19544 Avramkottke   | 1999 JN33  | 10 mai 1999 | Socorro             | LINEAR                   | —         | MPC                           |
| 19545               | 1999 JY33  | 10 mai 1999 | Socorro             | LINEAR                   | —         | MPC                           |
| 19546               | 1999 JN34  | 10 mai 1999 | Socorro             | LINEAR                   | —         | MPC                           |
| 19547 Collier       | 1999 JP57  | 10 mai 1999 | Socorro             | LINEAR                   | —         | MPC                           |
| 19548               | 1999 JJ58  | 10 mai 1999 | Socorro             | LINEAR                   | —         | MPC                           |
| 19549               | 1999 JS58  | 10 mai 1999 | Socorro             | LINEAR                   | —         | MPC                           |
| 19550 Samabates     | 1999 JP61  | 10 mai 1999 | Socorro             | LINEAR                   | —         | MPC                           |
| 19551 Peterborden   | 1999 JL62  | 10 mai 1999 | Socorro             | LINEAR                   | —         | MPC                           |
| 19552               | 1999 JJ68  | 12 mai 1999 | Socorro             | LINEAR                   | —         | MPC                           |
| 19553               | 1999 JF71  | 12 mai 1999 | Socorro             | LINEAR                   | —         | MPC                           |
| 19554               | 1999 JU74  | 12 mai 1999 | Socorro             | LINEAR                   | —         | MPC                           |
| 19555               | 1999 JO77  | 12 mai 1999 | Socorro             | LINEAR                   | —         | MPC                           |
| 19556               | 1999 JV77  | 12 mai 1999 | Socorro             | LINEAR                   | —         | MPC                           |
| 19557               | 1999 JC79  | 13 mai 1999 | Socorro             | LINEAR                   | —         | MPC                           |
| 19558               | 1999 JK80  | 12 mai 1999 | Socorro             | LINEAR                   | —         | MPC                           |
| 19559               | 1999 JY80  | 12 mai 1999 | Socorro             | LINEAR                   | Phocaea   | MPC                           |
| 19560               | 1999 JH81  | 14 mai 1999 | Socorro             | LINEAR                   | —         | MPC                           |
| 19561               | 1999 JK81  | 14 mai 1999 | Socorro             | LINEAR                   | —         | MPC                           |
| 19562               | 1999 JM81  | 14 mai 1999 | Socorro             | LINEAR                   | Phocaea   | MPC                           |
| 19563 Brzezinska    | 1999 JB124 | 14 mai 1999 | Socorro             | LINEAR                   | —         | MPC                           |
| 19564 Ajburnetti    | 1999 JP126 | 13 mai 1999 | Socorro             | LINEAR                   | —         | MPC                           |
| 19565               | 1999 KF4   | 20 mai 1999 | Socorro             | LINEAR                   | —         | MPC                           |
| 19566               | 1999 KO6   | 23 mai 1999 | Woomera             | F. B. Zoltowski          | —         | MPC                           |
| 19567               | 1999 KS7   | 20 mai 1999 | Socorro             | LINEAR                   | —         | MPC                           |
| 19568 Rachelmarie   | 1999 KY14  | 18 mai 1999 | Socorro             | LINEAR                   | —         | MPC                           |
| 19569               | 1999 KM15  | 20 mai 1999 | Socorro             | LINEAR                   | —         | MPC                           |
| 19570 Jessedouglas  | 1999 LH6   | 13 jun 1999 | Prescott            | P. G. Comba              | —         | MPC                           |
| 19571               | 1999 LA7   | 8 jun 1999  | Kitt Peak           | Spacewatch               | —         | MPC                           |
| 19572 Leahmarie     | 1999 LE11  | 8 jun 1999  | Socorro             | LINEAR                   | —         | MPC                           |
| 19573 Cummings      | 1999 LW13  | 9 jun 1999  | Socorro             | LINEAR                   | —         | MPC                           |
| 19574 Davidedwards  | 1999 LQ21  | 9 jun 1999  | Socorro             | LINEAR                   | —         | MPC                           |
| 19575 Feeny         | 1999 LB22  | 9 jun 1999  | Socorro             | LINEAR                   | —         | MPC                           |
| 19576               | 1999 LP22  | 9 jun 1999  | Socorro             | LINEAR                   | —         | MPC                           |
| 19577 Bobbyfisher   | 1999 LP26  | 9 jun 1999  | Socorro             | LINEAR                   | —         | MPC                           |
| 19578 Kirkdouglas   | 1999 MO    | 20 jun 1999 | Reedy Creek         | J. Broughton             | —         | MPC                           |
| 19579               | 1999 MB1   | 23 jun 1999 | Woomera             | F. B. Zoltowski          | —         | MPC                           |
| 19580               | 1999 ND    | 4 jul 1999  | Višnjan Observatory | K. Korlević              | Chimaera  | MPC                           |
| 19581               | 1999 NC3   | 13 jul 1999 | Socorro             | LINEAR                   | —         | MPC                           |
| 19582 Blow          | 1999 NL4   | 13 jul 1999 | Reedy Creek         | J. Broughton             | —         | MPC                           |
| 19583               | 1999 NT4   | 12 jul 1999 | Višnjan Observatory | K. Korlević              | —         | MPC                           |
| 19584 Sarahgerin    | 1999 NZ6   | 13 jul 1999 | Socorro             | LINEAR                   | —         | MPC                           |
| 19585 Zachopkins    | 1999 NU7   | 13 jul 1999 | Socorro             | LINEAR                   | —         | MPC                           |
| 19586               | 1999 NA10  | 13 jul 1999 | Socorro             | LINEAR                   | —         | MPC                           |
| 19587 Keremane      | 1999 NG11  | 13 jul 1999 | Socorro             | LINEAR                   | —         | MPC                           |
| 19588               | 1999 NL11  | 13 jul 1999 | Socorro             | LINEAR                   | —         | MPC                           |
| 19589 Kirkland      | 1999 NZ14  | 14 jul 1999 | Socorro             | LINEAR                   | —         | MPC                           |
| 19590               | 1999 NG18  | 14 jul 1999 | Socorro             | LINEAR                   | —         | MPC                           |
| 19591 Michaelklein  | 1999 NW21  | 14 jul 1999 | Socorro             | LINEAR                   | —         | MPC                           |
| 19592               | 1999 NZ22  | 14 jul 1999 | Socorro             | LINEAR                   | —         | MPC                           |
| 19593 Justinkoh     | 1999 NZ29  | 14 jul 1999 | Socorro             | LINEAR                   | —         | MPC                           |
| 19594               | 1999 NL31  | 14 jul 1999 | Socorro             | LINEAR                   | —         | MPC                           |
| 19595 Lafer-Sousa   | 1999 NW31  | 14 jul 1999 | Socorro             | LINEAR                   | —         | MPC                           |
| 19596 Spegorlarson  | 1999 NX31  | 14 jul 1999 | Socorro             | LINEAR                   | —         | MPC                           |
| 19597 Ryanlee       | 1999 NJ32  | 14 jul 1999 | Socorro             | LINEAR                   | —         | MPC                           |
| 19598 Luttrell      | 1999 NL39  | 14 jul 1999 | Socorro             | LINEAR                   | —         | MPC                           |
| 19599 Brycemelton   | 1999 NX40  | 14 jul 1999 | Socorro             | LINEAR                   | —         | MPC                           |
| 19600               | 1999 NV41  | 14 jul 1999 | Socorro             | LINEAR                   | —         | MPC                           |

## 19601–19700
| Designação         | Designação | Descoberta  | Descoberta          | Descobridor(es) | Categoria | Mais informações / Referência |
| Permanente         | Provisória | Data        | Local               | Descobridor(es) | Categoria | Mais informações / Referência |
| ------------------ | ---------- | ----------- | ------------------- | --------------- | --------- | ----------------------------- |
| 19601              | 1999 ND42  | 14 jul 1999 | Socorro             | LINEAR          | —         | MPC                           |
| 19602 Austinminor  | 1999 NK42  | 14 jul 1999 | Socorro             | LINEAR          | —         | MPC                           |
| 19603 Monier       | 1999 NF48  | 13 jul 1999 | Socorro             | LINEAR          | —         | MPC                           |
| 19604              | 1999 NY48  | 13 jul 1999 | Socorro             | LINEAR          | —         | MPC                           |
| 19605              | 1999 NU52  | 12 jul 1999 | Socorro             | LINEAR          | —         | MPC                           |
| 19606              | 1999 NV54  | 12 jul 1999 | Socorro             | LINEAR          | Brangane  | MPC                           |
| 19607              | 1999 NF55  | 12 jul 1999 | Socorro             | LINEAR          | —         | MPC                           |
| 19608              | 1999 NC57  | 12 jul 1999 | Socorro             | LINEAR          | —         | MPC                           |
| 19609              | 1999 ND57  | 12 jul 1999 | Socorro             | LINEAR          | —         | MPC                           |
| 19610              | 1999 NR60  | 13 jul 1999 | Socorro             | LINEAR          | —         | MPC                           |
| 19611              | 1999 NP64  | 14 jul 1999 | Socorro             | LINEAR          | Brangane  | MPC                           |
| 19612 Noordung     | 1999 OO    | 17 jul 1999 | Črni Vrh            | Črni Vrh        | —         | MPC                           |
| 19613              | 1999 OX    | 19 jul 1999 | Kleť                | Kleť Obs.       | —         | MPC                           |
| 19614 Montelongo   | 1999 OV1   | 16 jul 1999 | Socorro             | LINEAR          | —         | MPC                           |
| 19615              | 1999 OB3   | 22 jul 1999 | Socorro             | LINEAR          | —         | MPC                           |
| 19616              | 1999 OS3   | 24 jul 1999 | Bickley             | Perth Obs.      | —         | MPC                           |
| 19617 Duhamel      | 1999 PH1   | 8 ago 1999  | Prescott            | P. G. Comba     | —         | MPC                           |
| 19618 Maša         | 1999 PN3   | 11 ago 1999 | Črni Vrh            | J. Skvarč       | —         | MPC                           |
| 19619 Bethbell     | 1999 QA    | 16 ago 1999 | Farpoint            | G. Bell         | —         | MPC                           |
| 19620 Auckland     | 1999 QG    | 18 ago 1999 | Auckland            | Stardome Obs.   | Phocaea   | MPC                           |
| 19621              | 1999 RE1   | 4 set 1999  | Gekko               | T. Kagawa       | —         | MPC                           |
| 19622              | 1999 RY2   | 6 set 1999  | Višnjan Observatory | K. Korlević     | —         | MPC                           |
| 19623              | 1999 RS3   | 4 set 1999  | Catalina            | CSS             | —         | MPC                           |
| 19624              | 1999 RJ10  | 7 set 1999  | Socorro             | LINEAR          | —         | MPC                           |
| 19625 Ovaitt       | 1999 RT11  | 7 set 1999  | Socorro             | LINEAR          | —         | MPC                           |
| 19626              | 1999 RJ16  | 7 set 1999  | Socorro             | LINEAR          | —         | MPC                           |
| 19627              | 1999 RU16  | 7 set 1999  | Socorro             | LINEAR          | —         | MPC                           |
| 19628              | 1999 RD22  | 7 set 1999  | Socorro             | LINEAR          | —         | MPC                           |
| 19629 Serra        | 1999 RV31  | 8 set 1999  | Guitalens           | A. Klotz        | —         | MPC                           |
| 19630 Janebell     | 1999 RT33  | 2 set 1999  | Farpoint            | G. Bell         | —         | MPC                           |
| 19631 Greensleeves | 1999 RY38  | 13 set 1999 | Reedy Creek         | J. Broughton    | —         | MPC                           |
| 19632              | 1999 RP39  | 13 set 1999 | Zeno                | T. Stafford     | —         | MPC                           |
| 19633 Rusjan       | 1999 RX42  | 13 set 1999 | Črni Vrh            | Črni Vrh        | —         | MPC                           |
| 19634              | 1999 RG45  | 14 set 1999 | Fountain Hills      | C. W. Juels     | —         | MPC                           |
| 19635              | 1999 RC47  | 7 set 1999  | Socorro             | LINEAR          | —         | MPC                           |
| 19636              | 1999 RD48  | 7 set 1999  | Socorro             | LINEAR          | —         | MPC                           |
| 19637 Presbrey     | 1999 RU48  | 7 set 1999  | Socorro             | LINEAR          | —         | MPC                           |
| 19638 Johngenereid | 1999 RH57  | 7 set 1999  | Socorro             | LINEAR          | —         | MPC                           |
| 19639              | 1999 RO63  | 7 set 1999  | Socorro             | LINEAR          | —         | MPC                           |
| 19640 Ethanroth    | 1999 RP89  | 7 set 1999  | Socorro             | LINEAR          | —         | MPC                           |
| 19641              | 1999 RV91  | 7 set 1999  | Socorro             | LINEAR          | —         | MPC                           |
| 19642              | 1999 RK94  | 7 set 1999  | Socorro             | LINEAR          | —         | MPC                           |
| 19643 Jacobrucker  | 1999 RA95  | 7 set 1999  | Socorro             | LINEAR          | —         | MPC                           |
| 19644              | 1999 RD102 | 8 set 1999  | Socorro             | LINEAR          | —         | MPC                           |
| 19645              | 1999 RE102 | 8 set 1999  | Socorro             | LINEAR          | —         | MPC                           |
| 19646              | 1999 RF102 | 8 set 1999  | Socorro             | LINEAR          | —         | MPC                           |
| 19647              | 1999 RZ103 | 8 set 1999  | Socorro             | LINEAR          | Brangane  | MPC                           |
| 19648              | 1999 RK104 | 8 set 1999  | Socorro             | LINEAR          | Phocaea   | MPC                           |
| 19649              | 1999 RQ104 | 8 set 1999  | Socorro             | LINEAR          | —         | MPC                           |
| 19650              | 1999 RY105 | 8 set 1999  | Socorro             | LINEAR          | —         | MPC                           |
| 19651              | 1999 RC112 | 9 set 1999  | Socorro             | LINEAR          | —         | MPC                           |
| 19652 Saris        | 1999 RC117 | 9 set 1999  | Socorro             | LINEAR          | —         | MPC                           |
| 19653              | 1999 RD119 | 9 set 1999  | Socorro             | LINEAR          | —         | MPC                           |
| 19654              | 1999 RW119 | 9 set 1999  | Socorro             | LINEAR          | Phocaea   | MPC                           |
| 19655              | 1999 RC121 | 9 set 1999  | Socorro             | LINEAR          | Brangane  | MPC                           |
| 19656 Simpkins     | 1999 RA122 | 9 set 1999  | Socorro             | LINEAR          | —         | MPC                           |
| 19657              | 1999 RE123 | 9 set 1999  | Socorro             | LINEAR          | —         | MPC                           |
| 19658 Sloop        | 1999 RM125 | 9 set 1999  | Socorro             | LINEAR          | —         | MPC                           |
| 19659              | 1999 RB128 | 9 set 1999  | Socorro             | LINEAR          | Brangane  | MPC                           |
| 19660 Danielsteck  | 1999 RQ129 | 9 set 1999  | Socorro             | LINEAR          | —         | MPC                           |
| 19661              | 1999 RR130 | 9 set 1999  | Socorro             | LINEAR          | —         | MPC                           |
| 19662 Stunzi       | 1999 RG132 | 9 set 1999  | Socorro             | LINEAR          | —         | MPC                           |
| 19663 Rykerwatts   | 1999 RU133 | 9 set 1999  | Socorro             | LINEAR          | —         | MPC                           |
| 19664 Yancey       | 1999 RV135 | 9 set 1999  | Socorro             | LINEAR          | —         | MPC                           |
| 19665              | 1999 RT137 | 9 set 1999  | Socorro             | LINEAR          | Brangane  | MPC                           |
| 19666              | 1999 RO144 | 9 set 1999  | Socorro             | LINEAR          | —         | MPC                           |
| 19667              | 1999 RS144 | 9 set 1999  | Socorro             | LINEAR          | Brangane  | MPC                           |
| 19668              | 1999 RB145 | 9 set 1999  | Socorro             | LINEAR          | —         | MPC                           |
| 19669              | 1999 RB150 | 9 set 1999  | Socorro             | LINEAR          | —         | MPC                           |
| 19670              | 1999 RH151 | 9 set 1999  | Socorro             | LINEAR          | —         | MPC                           |
| 19671              | 1999 RX151 | 9 set 1999  | Socorro             | LINEAR          | —         | MPC                           |
| 19672              | 1999 RP155 | 9 set 1999  | Socorro             | LINEAR          | —         | MPC                           |
| 19673              | 1999 RR158 | 9 set 1999  | Socorro             | LINEAR          | —         | MPC                           |
| 19674              | 1999 RN160 | 9 set 1999  | Socorro             | LINEAR          | —         | MPC                           |
| 19675              | 1999 RE162 | 9 set 1999  | Socorro             | LINEAR          | —         | MPC                           |
| 19676 Ofeliaguilar | 1999 RY166 | 9 set 1999  | Socorro             | LINEAR          | —         | MPC                           |
| 19677              | 1999 RN168 | 9 set 1999  | Socorro             | LINEAR          | Eos       | MPC                           |
| 19678 Belczyk      | 1999 RO168 | 9 set 1999  | Socorro             | LINEAR          | —         | MPC                           |
| 19679 Gretabetteo  | 1999 RF179 | 9 set 1999  | Socorro             | LINEAR          | —         | MPC                           |
| 19680              | 1999 RE180 | 9 set 1999  | Socorro             | LINEAR          | —         | MPC                           |
| 19681              | 1999 RE194 | 7 set 1999  | Socorro             | LINEAR          | —         | MPC                           |
| 19682              | 1999 RW194 | 8 set 1999  | Socorro             | LINEAR          | —         | MPC                           |
| 19683              | 1999 RK196 | 8 set 1999  | Socorro             | LINEAR          | —         | MPC                           |
| 19684              | 1999 RL196 | 8 set 1999  | Socorro             | LINEAR          | —         | MPC                           |
| 19685              | 1999 RB197 | 8 set 1999  | Socorro             | LINEAR          | —         | MPC                           |
| 19686              | 1999 RL197 | 8 set 1999  | Socorro             | LINEAR          | Brangane  | MPC                           |
| 19687              | 1999 RP199 | 8 set 1999  | Socorro             | LINEAR          | —         | MPC                           |
| 19688              | 1999 RR204 | 8 set 1999  | Socorro             | LINEAR          | Brangane  | MPC                           |
| 19689              | 1999 RX205 | 8 set 1999  | Socorro             | LINEAR          | —         | MPC                           |
| 19690              | 1999 RD212 | 8 set 1999  | Socorro             | LINEAR          | —         | MPC                           |
| 19691 Iwate        | 1999 RN214 | 5 set 1999  | Anderson Mesa       | LONEOS          | —         | MPC                           |
| 19692              | 1999 RR220 | 5 set 1999  | Catalina            | CSS             | —         | MPC                           |
| 19693              | 1999 RU230 | 8 set 1999  | Catalina            | CSS             | Brangane  | MPC                           |
| 19694 Dunkelman    | 1999 RX230 | 8 set 1999  | Catalina            | CSS             | —         | MPC                           |
| 19695 Billnye      | 1999 RP234 | 8 set 1999  | Catalina            | CSS             | —         | MPC                           |
| 19696              | 1999 SW1   | 18 set 1999 | Socorro             | LINEAR          | —         | MPC                           |
| 19697              | 1999 SY3   | 29 set 1999 | Višnjan Observatory | K. Korlević     | —         | MPC                           |
| 19698              | 1999 SR4   | 29 set 1999 | Višnjan Observatory | K. Korlević     | —         | MPC                           |
| 19699              | 1999 SC7   | 29 set 1999 | Socorro             | LINEAR          | —         | MPC                           |
| 19700 Teitelbaum   | 1999 SG15  | 30 set 1999 | Catalina            | CSS             | Phocaea   | MPC                           |

## 19701–19800
| Designação          | Designação | Descoberta  | Descoberta          | Descobridor(es)         | Categoria | Mais informações / Referência |
| Permanente          | Provisória | Data        | Local               | Descobridor(es)         | Categoria | Mais informações / Referência |
| ------------------- | ---------- | ----------- | ------------------- | ----------------------- | --------- | ----------------------------- |
| 19701 Aomori        | 1999 SH19  | 29 set 1999 | Anderson Mesa       | LONEOS                  | —         | MPC                           |
| 19702               | 1999 SK23  | 30 set 1999 | Socorro             | LINEAR                  | Ursula    | MPC                           |
| 19703               | 1999 TJ4   | 3 out 1999  | Socorro             | LINEAR                  | —         | MPC                           |
| 19704 Medlock       | 1999 TU8   | 7 out 1999  | Hudson              | S. Brady                | —         | MPC                           |
| 19705               | 1999 TR10  | 7 out 1999  | Višnjan Observatory | K. Korlević, M. Jurić   | —         | MPC                           |
| 19706               | 1999 TU11  | 10 out 1999 | Višnjan Observatory | K. Korlević, M. Jurić   | —         | MPC                           |
| 19707 Tokunai       | 1999 TZ12  | 8 out 1999  | Nanyo               | T. Okuni                | —         | MPC                           |
| 19708               | 1999 TM32  | 4 out 1999  | Socorro             | LINEAR                  | —         | MPC                           |
| 19709               | 1999 TT105 | 3 out 1999  | Socorro             | LINEAR                  | —         | MPC                           |
| 19710               | 1999 TC185 | 12 out 1999 | Socorro             | LINEAR                  | —         | MPC                           |
| 19711 Johnaligawesa | 1999 TG219 | 1 out 1999  | Catalina            | CSS                     | —         | MPC                           |
| 19712               | 1999 TL220 | 1 out 1999  | Catalina            | CSS                     | —         | MPC                           |
| 19713 Ibaraki       | 1999 TV228 | 3 out 1999  | Anderson Mesa       | LONEOS                  | Ursula    | MPC                           |
| 19714               | 1999 UD    | 16 out 1999 | Višnjan Observatory | K. Korlević             | —         | MPC                           |
| 19715               | 1999 UA4   | 27 out 1999 | Gnosca              | S. Sposetti             | —         | MPC                           |
| 19716               | 1999 UH23  | 28 out 1999 | Catalina            | CSS                     | —         | MPC                           |
| 19717               | 1999 UZ40  | 16 out 1999 | Višnjan Observatory | Višnjan Obs.            | —         | MPC                           |
| 19718 Albertjarvis  | 1999 VF2   | 5 nov 1999  | Jornada             | D. S. Dixon             | Phocaea   | MPC                           |
| 19719 Glasser       | 1999 VB9   | 9 nov 1999  | Fountain Hills      | C. W. Juels             | —         | MPC                           |
| 19720               | 1999 VP10  | 9 nov 1999  | Oizumi              | T. Kobayashi            | —         | MPC                           |
| 19721 Wray          | 1999 VW11  | 10 nov 1999 | Fountain Hills      | C. W. Juels             | —         | MPC                           |
| 19722               | 1999 VU47  | 3 nov 1999  | Socorro             | LINEAR                  | —         | MPC                           |
| 19723               | 1999 VG87  | 4 nov 1999  | Catalina            | CSS                     | —         | MPC                           |
| 19724               | 1999 VR114 | 9 nov 1999  | Catalina            | CSS                     | Brangane  | MPC                           |
| 19725               | 1999 WT4   | 28 nov 1999 | Oizumi              | T. Kobayashi            | Vesta     | MPC                           |
| 19726               | 1999 XL    | 1 dez 1999  | Socorro             | LINEAR                  | —         | MPC                           |
| 19727 Allen         | 1999 XS2   | 4 dez 1999  | Fountain Hills      | C. W. Juels             | —         | MPC                           |
| 19728               | 1999 XQ14  | 6 dez 1999  | Socorro             | LINEAR                  | —         | MPC                           |
| 19729               | 1999 XZ15  | 6 dez 1999  | Višnjan Observatory | K. Korlević             | —         | MPC                           |
| 19730 Machiavelli   | 1999 XO36  | 7 dez 1999  | Fountain Hills      | C. W. Juels             | —         | MPC                           |
| 19731 Tochigi       | 1999 XA151 | 9 dez 1999  | Anderson Mesa       | LONEOS                  | —         | MPC                           |
| 19732               | 1999 XF165 | 8 dez 1999  | Socorro             | LINEAR                  | —         | MPC                           |
| 19733               | 1999 XA166 | 10 dez 1999 | Socorro             | LINEAR                  | Phocaea   | MPC                           |
| 19734               | 1999 XE175 | 10 dez 1999 | Socorro             | LINEAR                  | —         | MPC                           |
| 19735               | 1999 XN212 | 14 dez 1999 | Socorro             | LINEAR                  | Phocaea   | MPC                           |
| 19736               | 2000 AM51  | 4 jan 2000  | Socorro             | LINEAR                  | Brangane  | MPC                           |
| 19737               | 2000 AQ51  | 4 jan 2000  | Socorro             | LINEAR                  | —         | MPC                           |
| 19738 Calinger      | 2000 AS97  | 4 jan 2000  | Socorro             | LINEAR                  | —         | MPC                           |
| 19739               | 2000 AL104 | 5 jan 2000  | Socorro             | LINEAR                  | —         | MPC                           |
| 19740               | 2000 AG138 | 5 jan 2000  | Socorro             | LINEAR                  | —         | MPC                           |
| 19741 Callahan      | 2000 AN141 | 5 jan 2000  | Socorro             | LINEAR                  | —         | MPC                           |
| 19742               | 2000 AS162 | 4 jan 2000  | Socorro             | LINEAR                  | —         | MPC                           |
| 19743               | 2000 AF164 | 5 jan 2000  | Socorro             | LINEAR                  | —         | MPC                           |
| 19744               | 2000 AC176 | 7 jan 2000  | Socorro             | LINEAR                  | —         | MPC                           |
| 19745               | 2000 AP199 | 9 jan 2000  | Socorro             | LINEAR                  | Phocaea   | MPC                           |
| 19746               | 2000 AE200 | 9 jan 2000  | Socorro             | LINEAR                  | —         | MPC                           |
| 19747               | 2000 AK245 | 9 jan 2000  | Socorro             | LINEAR                  | —         | MPC                           |
| 19748               | 2000 BD5   | 27 jan 2000 | Socorro             | LINEAR                  | —         | MPC                           |
| 19749               | 2000 CG19  | 2 fev 2000  | Socorro             | LINEAR                  | —         | MPC                           |
| 19750               | 2000 CM62  | 2 fev 2000  | Socorro             | LINEAR                  | —         | MPC                           |
| 19751               | 2000 CG63  | 2 fev 2000  | Socorro             | LINEAR                  | —         | MPC                           |
| 19752               | 2000 CH67  | 6 fev 2000  | Socorro             | LINEAR                  | —         | MPC                           |
| 19753               | 2000 CL94  | 8 fev 2000  | Socorro             | LINEAR                  | —         | MPC                           |
| 19754 Paclements    | 2000 CG95  | 8 fev 2000  | Socorro             | LINEAR                  | —         | MPC                           |
| 19755               | 2000 EH34  | 5 mar 2000  | Socorro             | LINEAR                  | —         | MPC                           |
| 19756               | 2000 EW50  | 9 mar 2000  | Majorca             | Á. López J., R. Pacheco | —         | MPC                           |
| 19757               | 2000 GK1   | 2 abr 2000  | Socorro             | LINEAR                  | Phocaea   | MPC                           |
| 19758 Janelcoulson  | 2000 GH100 | 7 abr 2000  | Socorro             | LINEAR                  | —         | MPC                           |
| 19759               | 2000 GU146 | 12 abr 2000 | Haleakalā           | NEAT                    | Phocaea   | MPC                           |
| 19760               | 2000 GK160 | 7 abr 2000  | Socorro             | LINEAR                  | —         | MPC                           |
| 19761               | 2000 JP10  | 7 mai 2000  | Socorro             | LINEAR                  | —         | MPC                           |
| 19762 Lacrowder     | 2000 JQ57  | 6 mai 2000  | Socorro             | LINEAR                  | —         | MPC                           |
| 19763 Klimesh       | 2000 MC    | 18 jun 2000 | Haleakalā           | NEAT                    | —         | MPC                           |
| 19764               | 2000 NF5   | 7 jul 2000  | Socorro             | LINEAR                  | —         | MPC                           |
| 19765               | 2000 NM11  | 10 jul 2000 | Valinhos            | Valinhos Obs.           | —         | MPC                           |
| 19766 Katiedavis    | 2000 OH4   | 24 jul 2000 | Socorro             | LINEAR                  | —         | MPC                           |
| 19767               | 2000 ON5   | 24 jul 2000 | Socorro             | LINEAR                  | —         | MPC                           |
| 19768 Ellendoane    | 2000 OX14  | 23 jul 2000 | Socorro             | LINEAR                  | —         | MPC                           |
| 19769 Dolyniuk      | 2000 OP18  | 23 jul 2000 | Socorro             | LINEAR                  | —         | MPC                           |
| 19770               | 2000 OP22  | 31 jul 2000 | Socorro             | LINEAR                  | —         | MPC                           |
| 19771               | 2000 OF44  | 30 jul 2000 | Socorro             | LINEAR                  | Phocaea   | MPC                           |
| 19772               | 2000 OU46  | 31 jul 2000 | Socorro             | LINEAR                  | —         | MPC                           |
| 19773               | 2000 OJ50  | 31 jul 2000 | Socorro             | LINEAR                  | —         | MPC                           |
| 19774               | 2000 OS51  | 30 jul 2000 | Socorro             | LINEAR                  | —         | MPC                           |
| 19775 Medmondson    | 2000 PY    | 1 ago 2000  | Socorro             | LINEAR                  | —         | MPC                           |
| 19776 Balears       | 2000 PA5   | 4 ago 2000  | Ametlla de Mar      | J. Nomen                | —         | MPC                           |
| 19777               | 2000 PU7   | 2 ago 2000  | Socorro             | LINEAR                  | —         | MPC                           |
| 19778 Louisgarcia   | 2000 QE29  | 24 ago 2000 | Socorro             | LINEAR                  | —         | MPC                           |
| 19779               | 2000 QU53  | 25 ago 2000 | Socorro             | LINEAR                  | —         | MPC                           |
| 19780               | 2000 QE65  | 28 ago 2000 | Socorro             | LINEAR                  | Brangane  | MPC                           |
| 19781               | 2000 QK68  | 26 ago 2000 | Črni Vrh            | Črni Vrh                | —         | MPC                           |
| 19782               | 2000 QT68  | 30 ago 2000 | Višnjan Observatory | K. Korlević             | —         | MPC                           |
| 19783 Antoniromanya | 2000 QF71  | 27 ago 2000 | Ametlla de Mar      | J. Nomen                | —         | MPC                           |
| 19784               | 2000 QJ81  | 24 ago 2000 | Socorro             | LINEAR                  | —         | MPC                           |
| 19785               | 2000 QU103 | 28 ago 2000 | Socorro             | LINEAR                  | —         | MPC                           |
| 19786               | 2000 QR104 | 28 ago 2000 | Socorro             | LINEAR                  | —         | MPC                           |
| 19787 Betsyglass    | 2000 QV114 | 24 ago 2000 | Socorro             | LINEAR                  | —         | MPC                           |
| 19788 Hunker        | 2000 QV116 | 28 ago 2000 | Socorro             | LINEAR                  | —         | MPC                           |
| 19789 Susanjohnson  | 2000 QP149 | 24 ago 2000 | Socorro             | LINEAR                  | —         | MPC                           |
| 19790               | 2000 RU10  | 1 set 2000  | Socorro             | LINEAR                  | —         | MPC                           |
| 19791               | 2000 RV15  | 1 set 2000  | Socorro             | LINEAR                  | Brangane  | MPC                           |
| 19792               | 2000 RO33  | 1 set 2000  | Socorro             | LINEAR                  | —         | MPC                           |
| 19793               | 2000 RX42  | 3 set 2000  | Socorro             | LINEAR                  | Phocaea   | MPC                           |
| 19794               | 2000 RV49  | 5 set 2000  | Socorro             | LINEAR                  | —         | MPC                           |
| 19795               | 2000 RJ50  | 5 set 2000  | Socorro             | LINEAR                  | —         | MPC                           |
| 19796               | 2000 RX50  | 5 set 2000  | Socorro             | LINEAR                  | —         | MPC                           |
| 19797               | 2000 RO51  | 5 set 2000  | Socorro             | LINEAR                  | —         | MPC                           |
| 19798               | 2000 RP51  | 5 set 2000  | Socorro             | LINEAR                  | —         | MPC                           |
| 19799               | 2000 RT51  | 5 set 2000  | Socorro             | LINEAR                  | —         | MPC                           |
| 19800               | 2000 RX51  | 5 set 2000  | Socorro             | LINEAR                  | —         | MPC                           |

## 19801–19900
| Designação         | Designação | Descoberta  | Descoberta          | Descobridor(es) | Categoria | Mais informações / Referência |
| Permanente         | Provisória | Data        | Local               | Descobridor(es) | Categoria | Mais informações / Referência |
| ------------------ | ---------- | ----------- | ------------------- | --------------- | --------- | ----------------------------- |
| 19801 Karenlemmon  | 2000 RZ64  | 1 set 2000  | Socorro             | LINEAR          | —         | MPC                           |
| 19802              | 2000 RD72  | 2 set 2000  | Socorro             | LINEAR          | —         | MPC                           |
| 19803              | 2000 RX90  | 3 set 2000  | Socorro             | LINEAR          | —         | MPC                           |
| 19804              | 2000 RY103 | 6 set 2000  | Socorro             | LINEAR          | Brangane  | MPC                           |
| 19805              | 2000 SR11  | 24 set 2000 | Višnjan Observatory | K. Korlević     | Mitidika  | MPC                           |
| 19806 Domatthews   | 2000 SX11  | 20 set 2000 | Socorro             | LINEAR          | —         | MPC                           |
| 19807              | 2000 SE16  | 23 set 2000 | Socorro             | LINEAR          | —         | MPC                           |
| 19808 Elainemccall | 2000 SN85  | 24 set 2000 | Socorro             | LINEAR          | —         | MPC                           |
| 19809 Nancyowen    | 2000 SC86  | 24 set 2000 | Socorro             | LINEAR          | —         | MPC                           |
| 19810 Partridge    | 2000 SP112 | 24 set 2000 | Socorro             | LINEAR          | —         | MPC                           |
| 19811 Kimperkins   | 2000 SY114 | 24 set 2000 | Socorro             | LINEAR          | —         | MPC                           |
| 19812              | 2000 SG119 | 24 set 2000 | Socorro             | LINEAR          | —         | MPC                           |
| 19813 Ericsands    | 2000 SF121 | 24 set 2000 | Socorro             | LINEAR          | —         | MPC                           |
| 19814              | 2000 ST124 | 24 set 2000 | Socorro             | LINEAR          | —         | MPC                           |
| 19815 Marshasega   | 2000 ST127 | 24 set 2000 | Socorro             | LINEAR          | —         | MPC                           |
| 19816 Wayneseyfert | 2000 SO128 | 24 set 2000 | Socorro             | LINEAR          | —         | MPC                           |
| 19817 Larashelton  | 2000 SK145 | 24 set 2000 | Socorro             | LINEAR          | —         | MPC                           |
| 19818 Shotwell     | 2000 SB150 | 24 set 2000 | Socorro             | LINEAR          | —         | MPC                           |
| 19819              | 2000 SQ152 | 24 set 2000 | Socorro             | LINEAR          | —         | MPC                           |
| 19820 Stowers      | 2000 ST153 | 24 set 2000 | Socorro             | LINEAR          | —         | MPC                           |
| 19821 Caroltolin   | 2000 SU154 | 24 set 2000 | Socorro             | LINEAR          | —         | MPC                           |
| 19822 Vonzielonka  | 2000 SK169 | 23 set 2000 | Socorro             | LINEAR          | —         | MPC                           |
| 19823              | 2000 SD170 | 24 set 2000 | Socorro             | LINEAR          | —         | MPC                           |
| 19824              | 2000 SL176 | 28 set 2000 | Socorro             | LINEAR          | —         | MPC                           |
| 19825              | 2000 SN179 | 28 set 2000 | Socorro             | LINEAR          | —         | MPC                           |
| 19826 Patwalker    | 2000 SX192 | 24 set 2000 | Socorro             | LINEAR          | —         | MPC                           |
| 19827              | 2000 SN212 | 25 set 2000 | Socorro             | LINEAR          | —         | MPC                           |
| 19828              | 2000 SB214 | 25 set 2000 | Socorro             | LINEAR          | —         | MPC                           |
| 19829              | 2000 SH217 | 26 set 2000 | Socorro             | LINEAR          | —         | MPC                           |
| 19830              | 2000 SC218 | 26 set 2000 | Socorro             | LINEAR          | —         | MPC                           |
| 19831              | 2000 SV225 | 27 set 2000 | Socorro             | LINEAR          | —         | MPC                           |
| 19832              | 2000 SS226 | 27 set 2000 | Socorro             | LINEAR          | —         | MPC                           |
| 19833 Wickwar      | 2000 SA230 | 28 set 2000 | Socorro             | LINEAR          | —         | MPC                           |
| 19834              | 2000 SO238 | 26 set 2000 | Socorro             | LINEAR          | —         | MPC                           |
| 19835 Zreda        | 2000 SQ252 | 24 set 2000 | Socorro             | LINEAR          | —         | MPC                           |
| 19836              | 2000 SC270 | 27 set 2000 | Socorro             | LINEAR          | —         | MPC                           |
| 19837              | 2000 SE271 | 27 set 2000 | Socorro             | LINEAR          | —         | MPC                           |
| 19838              | 2000 SA273 | 28 set 2000 | Socorro             | LINEAR          | —         | MPC                           |
| 19839              | 2000 SW275 | 28 set 2000 | Socorro             | LINEAR          | —         | MPC                           |
| 19840              | 2000 SB280 | 27 set 2000 | Socorro             | LINEAR          | —         | MPC                           |
| 19841              | 2000 SO280 | 30 set 2000 | Socorro             | LINEAR          | —         | MPC                           |
| 19842              | 2000 SU298 | 28 set 2000 | Socorro             | LINEAR          | —         | MPC                           |
| 19843              | 2000 SM309 | 30 set 2000 | Socorro             | LINEAR          | —         | MPC                           |
| 19844              | 2000 ST317 | 30 set 2000 | Socorro             | LINEAR          | —         | MPC                           |
| 19845              | 2000 SY319 | 27 set 2000 | Socorro             | LINEAR          | —         | MPC                           |
| 19846              | 2000 SN327 | 30 set 2000 | Socorro             | LINEAR          | —         | MPC                           |
| 19847              | 2000 ST339 | 25 set 2000 | Kitt Peak           | Spacewatch      | —         | MPC                           |
| 19848 Yeungchuchiu | 2000 TR    | 2 out 2000  | Desert Beaver       | W. K. Y. Yeung  | Brangane  | MPC                           |
| 19849              | 2000 TL18  | 1 out 2000  | Socorro             | LINEAR          | —         | MPC                           |
| 19850              | 2000 TQ25  | 2 out 2000  | Socorro             | LINEAR          | Phocaea   | MPC                           |
| 19851              | 2000 TD42  | 1 out 2000  | Socorro             | LINEAR          | Brangane  | MPC                           |
| 19852 Jamesalbers  | 2000 TT58  | 2 out 2000  | Anderson Mesa       | LONEOS          | —         | MPC                           |
| 19853 Ichinomiya   | 2000 TL60  | 2 out 2000  | Anderson Mesa       | LONEOS          | —         | MPC                           |
| 19854              | 2000 UV5   | 19 out 2000 | Kitt Peak           | Spacewatch      | —         | MPC                           |
| 19855 Borisalexeev | 2000 UE6   | 24 out 2000 | Socorro             | LINEAR          | Brangane  | MPC                           |
| 19856              | 2000 UP8   | 24 out 2000 | Socorro             | LINEAR          | —         | MPC                           |
| 19857 Amandajane   | 2000 UC11  | 19 out 2000 | Olathe              | L. Robinson     | —         | MPC                           |
| 19858              | 2000 UT18  | 25 out 2000 | Socorro             | LINEAR          | —         | MPC                           |
| 19859              | 2000 UK22  | 24 out 2000 | Socorro             | LINEAR          | —         | MPC                           |
| 19860 Anahtar      | 2000 UB52  | 24 out 2000 | Socorro             | LINEAR          | —         | MPC                           |
| 19861 Auster       | 2000 US79  | 24 out 2000 | Socorro             | LINEAR          | —         | MPC                           |
| 19862              | 2556 P-L   | 24 set 1960 | Palomar             | PLS             | —         | MPC                           |
| 19863              | 2725 P-L   | 24 set 1960 | Palomar             | PLS             | —         | MPC                           |
| 19864              | 2775 P-L   | 24 set 1960 | Palomar             | PLS             | —         | MPC                           |
| 19865              | 2825 P-L   | 24 set 1960 | Palomar             | PLS             | —         | MPC                           |
| 19866              | 4014 P-L   | 24 set 1960 | Palomar             | PLS             | —         | MPC                           |
| 19867              | 4061 P-L   | 24 set 1960 | Palomar             | PLS             | Ursula    | MPC                           |
| 19868              | 4072 P-L   | 24 set 1960 | Palomar             | PLS             | —         | MPC                           |
| 19869              | 4202 P-L   | 24 set 1960 | Palomar             | PLS             | —         | MPC                           |
| 19870              | 4780 P-L   | 24 set 1960 | Palomar             | PLS             | Ursula    | MPC                           |
| 19871              | 6058 P-L   | 24 set 1960 | Palomar             | PLS             | —         | MPC                           |
| 19872 Chendonghua  | 6097 P-L   | 24 set 1960 | Palomar             | PLS             | —         | MPC                           |
| 19873 Chentao      | 6632 P-L   | 24 set 1960 | Palomar             | PLS             | —         | MPC                           |
| 19874 Liudongyan   | 6775 P-L   | 24 set 1960 | Palomar             | PLS             | —         | MPC                           |
| 19875 Guedes       | 6791 P-L   | 24 set 1960 | Palomar             | PLS             | —         | MPC                           |
| 19876              | 7637 P-L   | 22 out 1960 | Palomar             | PLS             | —         | MPC                           |
| 19877              | 9086 P-L   | 17 out 1960 | Palomar             | PLS             | —         | MPC                           |
| 19878              | 1030 T-1   | 25 mar 1971 | Palomar             | PLS             | —         | MPC                           |
| 19879              | 1274 T-1   | 25 mar 1971 | Palomar             | PLS             | —         | MPC                           |
| 19880              | 2247 T-1   | 25 mar 1971 | Palomar             | PLS             | —         | MPC                           |
| 19881              | 2288 T-1   | 25 mar 1971 | Palomar             | PLS             | —         | MPC                           |
| 19882              | 3024 T-1   | 26 mar 1971 | Palomar             | PLS             | —         | MPC                           |
| 19883              | 4058 T-1   | 26 mar 1971 | Palomar             | PLS             | —         | MPC                           |
| 19884              | 4125 T-1   | 26 mar 1971 | Palomar             | PLS             | —         | MPC                           |
| 19885              | 4283 T-1   | 26 mar 1971 | Palomar             | PLS             | —         | MPC                           |
| 19886              | 1167 T-2   | 29 set 1973 | Palomar             | PLS             | —         | MPC                           |
| 19887              | 1279 T-2   | 29 set 1973 | Palomar             | PLS             | —         | MPC                           |
| 19888              | 2048 T-2   | 29 set 1973 | Palomar             | PLS             | Brangane  | MPC                           |
| 19889              | 2304 T-2   | 29 set 1973 | Palomar             | PLS             | —         | MPC                           |
| 19890              | 3042 T-2   | 30 set 1973 | Palomar             | PLS             | —         | MPC                           |
| 19891              | 3326 T-2   | 25 set 1973 | Palomar             | PLS             | —         | MPC                           |
| 19892              | 4128 T-2   | 29 set 1973 | Palomar             | PLS             | —         | MPC                           |
| 19893              | 4524 T-2   | 30 set 1973 | Palomar             | PLS             | —         | MPC                           |
| 19894              | 5124 T-2   | 25 set 1973 | Palomar             | PLS             | Phocaea   | MPC                           |
| 19895              | 5161 T-2   | 25 set 1973 | Palomar             | PLS             | —         | MPC                           |
| 19896              | 5366 T-2   | 30 set 1973 | Palomar             | PLS             | —         | MPC                           |
| 19897              | 1097 T-3   | 17 out 1977 | Palomar             | PLS             | —         | MPC                           |
| 19898              | 1177 T-3   | 17 out 1977 | Palomar             | PLS             | —         | MPC                           |
| 19899              | 1188 T-3   | 17 out 1977 | Palomar             | PLS             | —         | MPC                           |
| 19900              | 2172 T-3   | 16 out 1977 | Palomar             | PLS             | —         | MPC                           |

## 19901–20000
| Designação            | Designação | Descoberta  | Descoberta             | Descobridor(es)                 | Categoria | Mais informações / Referência |
| Permanente            | Provisória | Data        | Local                  | Descobridor(es)                 | Categoria | Mais informações / Referência |
| --------------------- | ---------- | ----------- | ---------------------- | ------------------------------- | --------- | ----------------------------- |
| 19901                 | 2191 T-3   | 16 out 1977 | Palomar                | PLS                             | —         | MPC                           |
| 19902                 | 3420 T-3   | 16 out 1977 | Palomar                | PLS                             | —         | MPC                           |
| 19903                 | 3464 T-3   | 16 out 1977 | Palomar                | PLS                             | —         | MPC                           |
| 19904                 | 3487 T-3   | 16 out 1977 | Palomar                | PLS                             | —         | MPC                           |
| 19905                 | 4086 T-3   | 16 out 1977 | Palomar                | PLS                             | —         | MPC                           |
| 19906                 | 4138 T-3   | 16 out 1977 | Palomar                | PLS                             | —         | MPC                           |
| 19907                 | 4220 T-3   | 16 out 1977 | Palomar                | PLS                             | —         | MPC                           |
| 19908                 | 4324 T-3   | 16 out 1977 | Palomar                | PLS                             | —         | MPC                           |
| 19909                 | 4326 T-3   | 16 out 1977 | Palomar                | PLS                             | —         | MPC                           |
| 19910                 | 5078 T-3   | 16 out 1977 | Palomar                | PLS                             | Brangane  | MPC                           |
| 19911 Rigaux          | 1933 FK    | 26 mar 1933 | Uccle                  | F. Rigaux                       | —         | MPC                           |
| 19912 Aurapenenta     | 1955 RE1   | 14 set 1955 | Brooklyn               | Indiana University              | —         | MPC                           |
| 19913 Aigyptios       | 1973 SU1   | 19 set 1973 | Palomar                | PLS                             | Vesta     | MPC                           |
| 19914 Klagenfurt      | 1973 UK5   | 27 out 1973 | Tautenburg Observatory | F. Börngen                      | —         | MPC                           |
| 19915 Bochkarev       | 1974 RX1   | 14 set 1974 | Nauchnij               | N. S. Chernykh                  | —         | MPC                           |
| 19916 Donbass         | 1976 QH1   | 26 ago 1976 | Nauchnij               | N. S. Chernykh                  | —         | MPC                           |
| 19917 Dazaifu         | 1977 EE8   | 12 mar 1977 | Kiso                   | H. Kosai, K. Furukawa           | —         | MPC                           |
| 19918                 | 1977 PB    | 6 ago 1977  | Mount Stromlo          | C.-I. Lagerkvist                | Phocaea   | MPC                           |
| 19919 Pogorelov       | 1977 TQ6   | 8 out 1977  | Nauchnij               | L. I. Chernykh                  | —         | MPC                           |
| 19920                 | 1978 NF    | 10 jul 1978 | Palomar                | E. F. Helin, E. M. Shoemaker    | —         | MPC                           |
| 19921                 | 1978 VV3   | 7 nov 1978  | Palomar                | E. F. Helin, S. J. Bus          | —         | MPC                           |
| 19922                 | 1978 VV4   | 7 nov 1978  | Palomar                | E. F. Helin, S. J. Bus          | —         | MPC                           |
| 19923                 | 1978 VA8   | 6 nov 1978  | Palomar                | E. F. Helin, S. J. Bus          | —         | MPC                           |
| 19924                 | 1979 MQ6   | 25 jun 1979 | Siding Spring          | E. F. Helin, S. J. Bus          | —         | MPC                           |
| 19925                 | 1979 QD3   | 22 ago 1979 | La Silla               | C.-I. Lagerkvist                | —         | MPC                           |
| 19926                 | 1979 YQ    | 17 dez 1979 | La Silla               | H. Debehogne, E. R. Netto       | —         | MPC                           |
| 19927                 | 1980 FM4   | 16 mar 1980 | La Silla               | C.-I. Lagerkvist                | Brangane  | MPC                           |
| 19928                 | 1981 DB3   | 28 fev 1981 | Siding Spring          | S. J. Bus                       | —         | MPC                           |
| 19929                 | 1981 DL3   | 28 fev 1981 | Siding Spring          | S. J. Bus                       | —         | MPC                           |
| 19930                 | 1981 EV2   | 2 mar 1981  | Siding Spring          | S. J. Bus                       | —         | MPC                           |
| 19931                 | 1981 EF3   | 2 mar 1981  | Siding Spring          | S. J. Bus                       | —         | MPC                           |
| 19932                 | 1981 EU4   | 2 mar 1981  | Siding Spring          | S. J. Bus                       | Brangane  | MPC                           |
| 19933                 | 1981 EW5   | 7 mar 1981  | Siding Spring          | S. J. Bus                       | Phocaea   | MPC                           |
| 19934                 | 1981 EG11  | 1 mar 1981  | Siding Spring          | S. J. Bus                       | —         | MPC                           |
| 19935                 | 1981 EG12  | 1 mar 1981  | Siding Spring          | S. J. Bus                       | —         | MPC                           |
| 19936                 | 1981 EZ12  | 1 mar 1981  | Siding Spring          | S. J. Bus                       | —         | MPC                           |
| 19937                 | 1981 EF15  | 1 mar 1981  | Siding Spring          | S. J. Bus                       | Brangane  | MPC                           |
| 19938                 | 1981 EN15  | 1 mar 1981  | Siding Spring          | S. J. Bus                       | —         | MPC                           |
| 19939                 | 1981 EG16  | 1 mar 1981  | Siding Spring          | S. J. Bus                       | —         | MPC                           |
| 19940                 | 1981 EK20  | 2 mar 1981  | Siding Spring          | S. J. Bus                       | —         | MPC                           |
| 19941                 | 1981 ES24  | 2 mar 1981  | Siding Spring          | S. J. Bus                       | —         | MPC                           |
| 19942                 | 1981 EV24  | 2 mar 1981  | Siding Spring          | S. J. Bus                       | —         | MPC                           |
| 19943                 | 1981 EB31  | 2 mar 1981  | Siding Spring          | S. J. Bus                       | —         | MPC                           |
| 19944                 | 1981 EF31  | 2 mar 1981  | Siding Spring          | S. J. Bus                       | —         | MPC                           |
| 19945                 | 1981 ET31  | 2 mar 1981  | Siding Spring          | S. J. Bus                       | —         | MPC                           |
| 19946                 | 1981 EB35  | 2 mar 1981  | Siding Spring          | S. J. Bus                       | —         | MPC                           |
| 19947                 | 1981 EE39  | 2 mar 1981  | Siding Spring          | S. J. Bus                       | —         | MPC                           |
| 19948                 | 1981 EP40  | 2 mar 1981  | Siding Spring          | S. J. Bus                       | —         | MPC                           |
| 19949                 | 1981 EM46  | 2 mar 1981  | Siding Spring          | S. J. Bus                       | —         | MPC                           |
| 19950                 | 1981 EP47  | 2 mar 1981  | Siding Spring          | S. J. Bus                       | —         | MPC                           |
| 19951                 | 1982 UW2   | 20 out 1982 | Kitt Peak              | G. Aldering                     | —         | MPC                           |
| 19952 Ashkinazi       | 1982 UV6   | 20 out 1982 | Nauchnij               | L. G. Karachkina                | —         | MPC                           |
| 19953 Takeo           | 1982 VU2   | 14 nov 1982 | Kiso                   | H. Kosai, K. Furukawa           | Phocaea   | MPC                           |
| 19954 Shigeyoshi      | 1982 VY3   | 14 nov 1982 | Kiso                   | H. Kosai, K. Furukawa           | —         | MPC                           |
| 19955 Hollý           | 1984 WZ1   | 28 nov 1984 | Piszkéstető            | M. Antal                        | —         | MPC                           |
| 19956                 | 1985 QW1   | 17 ago 1985 | Palomar                | E. F. Helin                     | —         | MPC                           |
| 19957                 | 1985 QG4   | 24 ago 1985 | Smolyan                | Bulgarian National Obs.         | —         | MPC                           |
| 19958                 | 1985 RN4   | 11 set 1985 | La Silla               | H. Debehogne                    | —         | MPC                           |
| 19959                 | 1985 UJ3   | 17 out 1985 | Kvistaberg             | C.-I. Lagerkvist                | —         | MPC                           |
| 19960                 | 1986 CN1   | 3 fev 1986  | La Silla               | H. Debehogne                    | —         | MPC                           |
| 19961                 | 1986 QP3   | 29 ago 1986 | La Silla               | H. Debehogne                    | —         | MPC                           |
| 19962 Martynenko      | 1986 RV5   | 7 set 1986  | Nauchnij               | L. I. Chernykh                  | —         | MPC                           |
| 19963                 | 1986 TR    | 4 out 1986  | Brorfelde              | P. Jensen                       | —         | MPC                           |
| 19964                 | 1987 BX1   | 25 jan 1987 | La Silla               | E. W. Elst                      | —         | MPC                           |
| 19965                 | 1987 RO1   | 14 set 1987 | La Silla               | H. Debehogne                    | —         | MPC                           |
| 19966                 | 1987 SL3   | 25 set 1987 | Brorfelde              | P. Jensen                       | —         | MPC                           |
| 19967                 | 1987 SN12  | 16 set 1987 | La Silla               | H. Debehogne                    | —         | MPC                           |
| 19968 Palazzolascaris | 1988 FE3   | 19 mar 1988 | La Silla               | W. Ferreri                      | —         | MPC                           |
| 19969 Davidfreedman   | 1988 PR    | 11 ago 1988 | Siding Spring          | A. J. Noymer                    | —         | MPC                           |
| 19970 Johannpeter     | 1988 RJ3   | 8 set 1988  | Tautenburg Observatory | F. Börngen                      | —         | MPC                           |
| 19971                 | 1988 RZ5   | 3 set 1988  | La Silla               | H. Debehogne                    | —         | MPC                           |
| 19972                 | 1988 RD6   | 5 set 1988  | La Silla               | H. Debehogne                    | Mitidika  | MPC                           |
| 19973                 | 1988 RZ10  | 14 set 1988 | Cerro Tololo           | S. J. Bus                       | —         | MPC                           |
| 19974                 | 1989 GR1   | 3 abr 1989  | La Silla               | E. W. Elst                      | —         | MPC                           |
| 19975                 | 1989 GX2   | 3 abr 1989  | La Silla               | E. W. Elst                      | —         | MPC                           |
| 19976                 | 1989 TD    | 4 out 1989  | Chions                 | J. M. Baur                      | —         | MPC                           |
| 19977                 | 1989 TQ    | 7 out 1989  | Kani                   | Y. Mizuno, T. Furuta            | —         | MPC                           |
| 19978                 | 1989 TN6   | 7 out 1989  | La Silla               | E. W. Elst                      | —         | MPC                           |
| 19979                 | 1989 VJ    | 2 nov 1989  | Yorii                  | M. Arai, H. Mori                | —         | MPC                           |
| 19980 Barrysimon      | 1989 WF2   | 22 nov 1989 | Palomar                | C. S. Shoemaker, D. H. Levy     | —         | MPC                           |
| 19981 Bialystock      | 1989 YB6   | 29 dez 1989 | Haute Provence         | E. W. Elst                      | —         | MPC                           |
| 19982 Barbaradoore    | 1990 BJ    | 22 jan 1990 | Palomar                | E. F. Helin                     | —         | MPC                           |
| 19983                 | 1990 DW    | 18 fev 1990 | Kushiro                | M. Matsuyama, K. Watanabe       | —         | MPC                           |
| 19984                 | 1990 EP2   | 2 mar 1990  | La Silla               | E. W. Elst                      | —         | MPC                           |
| 19985                 | 1990 GD    | 15 abr 1990 | La Silla               | E. W. Elst                      | —         | MPC                           |
| 19986                 | 1990 KD    | 20 mai 1990 | Siding Spring          | R. H. McNaught                  | Pallas    | MPC                           |
| 19987                 | 1990 QJ3   | 28 ago 1990 | Palomar                | H. E. Holt                      | —         | MPC                           |
| 19988                 | 1990 QW3   | 22 ago 1990 | Palomar                | H. E. Holt                      | —         | MPC                           |
| 19989                 | 1990 RN8   | 15 set 1990 | La Silla               | H. Debehogne                    | —         | MPC                           |
| 19990                 | 1990 SE8   | 22 set 1990 | La Silla               | E. W. Elst                      | —         | MPC                           |
| 19991                 | 1990 SW8   | 22 set 1990 | La Silla               | E. W. Elst                      | —         | MPC                           |
| 19992 Schönbein       | 1990 TS9   | 10 out 1990 | Tautenburg Observatory | F. Börngen, L. D. Schmadel      | —         | MPC                           |
| 19993 Günterseeber    | 1990 TK10  | 10 out 1990 | Tautenburg Observatory | L. D. Schmadel, F. Börngen      | —         | MPC                           |
| 19994 Tresini         | 1990 TJ15  | 13 out 1990 | Nauchnij               | L. G. Karachkina, G. R. Kastel' | —         | MPC                           |
| 19995                 | 1990 VU8   | 12 nov 1990 | La Silla               | E. W. Elst                      | —         | MPC                           |
| 19996                 | 1990 WZ    | 18 nov 1990 | La Silla               | E. W. Elst                      | —         | MPC                           |
| 19997                 | 1990 WM1   | 18 nov 1990 | La Silla               | E. W. Elst                      | —         | MPC                           |
| 19998 Binoche         | 1990 WP1   | 18 nov 1990 | La Silla               | E. W. Elst                      | —         | MPC                           |
| 19999 Depardieu       | 1991 BJ1   | 18 jan 1991 | Haute Provence         | E. W. Elst                      | —         | MPC                           |
| 20000 Varuna          | 2000 WR106 | 28 nov 2000 | Kitt Peak              | Spacewatch                      | —         | MPC                           |